# Навратилова, Мартина
Марти́на Наврати́лова (чеш. Martina Navrátilová; при рождении Шубертова, чеш. Šubertová; род. 18 октября 1956, Прага) — чехословацкая и американская теннисистка, бывшая первая ракетка мира в одиночном и парном разряде (в парном разряде — действующая рекордсменка по продолжительности пребывания на первой строчке рейтинга). В 1975 году получила политическое убежище в США, гражданка США с 1981 года; гражданство Чехии возвращено в 2008 году.
Практически завершив выступления в одиночном разряде после 1994 года, возобновила участие в турнирах в парных разрядах с 2000 года и выступала почти до 50-летнего возраста в 2006 году. Обладательница классического (календарного) Большого шлема в женском парном разряде (1984) и неклассического Большого шлема в одиночном разряде (1983/1984). 59 раз побеждала в турнирах Большого шлема в разных разрядах, в том числе 18 раз в одиночном (соответственно 2-й и 5-й показатели в истории женского тенниса), одна из трёх победительниц всех турниров Большого шлема во всех разрядах. 8-кратная победительница итогового чемпионата тура Virginia Slims в одиночном разряде (в том числе 5 раз подряд), 11-кратная победительница в парном разряде. 4-кратная обладательница командного Кубка Федерации — один раз со сборной ЧССР и трижды со сборной США. Обладательница ряда непревзойдённых теннисных рекордов, в том числе по количеству титулов в профессиональном туре в одиночном и парном разрядах, по продолжительности беспроигрышных серий в одиночном и парном разрядах и по проценту побед в отдельном сезоне.
Открытая лесбиянка, совершившая каминг-аут в 1981 году. Состоит в браке с Юлией Лемиговой. Активистка правозащитного и зоозащитного движений. По завершении игровой карьеры работала теннисным комментатором, тренером, издала ряд детективных произведений.

## Семья, детство и эмиграция
Родилась 18 октября 1956 года в Праге. При рождении носила фамилию Шубертова. По воспоминаниям спортсменки, семья её матери была богатой, но после прихода к власти коммунистов в 1948 году потеряла большую часть собственности, за исключением части семейного дома с прилегающим грунтовым теннисным кортом. Бабка по материнской линии, Агнес Семанска, успешно выступала в любительских теннисных соревнованиях, включая национальное первенство Чехословакии. Дед, Роберт Семанский, пытался воспитать теннисистку и из матери Мартины, Яны Семанской, но его жёсткие методы только отвратили её от тенниса, и вместо этого она увлеклась горными лыжами. В качестве лыжного инструктора она познакомилась с будущим отцом Мартины Мирославом (Камилом) Шубертом. Первые годы жизни девочка провела на лыжном курорте Мартиновка в горах Крконоше (в честь которого и была названа), но когда ей было три года, Агнес и Мирослав развелись, и далее Мартина росла в городке Ржевнице под Прагой, где жила семья матери. В 1961 году Яна вышла замуж за Мирослава Навратила, и в 1963 году у Мартины родилась сестра, получившая то же имя, что и мать.
В автобиографии спортсменка пишет о тихом неприятии социалистической власти, которое наблюдала в детстве у родителей и тренера, и о повышенном интересе к Америке, который она сама испытывала в это время. Её двоюродный брат сбежал из Чехословакии в Канаду вскоре после ввода советских войск в 1968 году, а тренер с семьёй не вернулся в Прагу из Австрии, позже перебравшись в США. Из-за спортивных успехов к ней рано начало проявлять интерес партийное начальство, но она не хотела иметь с коммунистами ничего общего и, по собственным словам, уже к 13 годам пришла к выводу, что условием успешной карьеры будет переезд на Запад.
Обратилась за политическим убежищем в 1975 году, во время выступлений в США. Получила грин-карту в сентябре, через 30 дней после обращения, и была лишена гражданства Чехословакии. Вскоре после этого Навратилова приобрела серебристый Mercedes 450L, оплатив для него номерной знак X-CZECH. Гражданство США она получила в 1981 году и до этого избегала летать на турниры рейсами, маршрут которых проходил над социалистическими странами, из страха, что самолёт могут посадить и отправить её на два года в тюрьму. После бегства Навратиловой на Запад в 1975 году советской прессе было запрещено упоминать её имя, поэтому позже на первую её победу на Уимблдоне газета «Правда» откликнулась следующими словами: «В мужском разряде чемпионом Уимблдона стал швед Бьёрн Борг, обыгравший в финале американца Джимми Коннорса. В женском финале поражение потерпела трёхкратная чемпионка Уимблдона Крис Эверт». В чешской прессе появлялись тексты о том, что «определились четыре полуфиналистки Уимблдонского турнира: Крис Эверт, Андреа Йегер и Ивонн Гулагонг»; имя четвёртой полуфиналистки не упоминалось, но читатели могли угадать его без труда.
Власти ЧССР не преследовали семью Навратиловой и в 1979 году разрешили её родителям и сестре выехать в США, дав понять, что не будут возражать, если те решат эмигрировать. Тем не менее после года жизни в Техасе, где теннисистка купила им отдельный дом, они вернулись в Чехословакию. Сама Мартина сумела снова побывать в Праге только в 1986 году, в составе сборной США в Кубке Федерации, но даже на церемониях открытия и закрытия турнира её имя по распоряжению властей не произносили через систему громкоговорителей стадиона, а из программок была в последний момент удалена её фотография. В 1990 году, через полгода после Бархатной революции, новый президент Чехословакии Вацлав Гавел пригласил её выступить с балкона партийной штаб-квартиры перед десятками тысяч граждан, собравшихся на Вацлавской площади Праги, однако официально гражданство Чехии ей вернули лишь 9 января 2008 года. До этого, в конце 1994 года, она стала почётной гражданкой Ржевнице.

## Игровая карьера

### Начало карьеры
Мартина начала играть в теннис в 4 года, вначале под руководством Мирослава Навратила. С 9 лет занималась в Праге под руководством тренера Иржи Пармы, бывшего игрока сборной Чехословакии в Кубке Дэвиса. Лучший на тот момент теннисист ЧССР Ян Кодеш, обратив внимание на уверенную игру 15-летней одноклубницы у сетки, выбрал её в качестве партнёрши в решающем матче смешанных пар в национальной лиге; впервые играя вместе, они добились победы. В 1972 году, всё ещё в возрасте 15 лет, Навратилова выиграла взрослый чемпионат Чехословакии, победив в полуфинале одноклубницу Ренату Томанову, а в финале первую ракетку страны Власту Вопичкову.
В марте 1972 года выиграла международный турнир в Болгарии, победив в финале свою сверстницу из Румынии Мариану Симьонеску. На следующий год, в 16 лет, начала выступления в турнирах, проводимых Женской теннисной ассоциацией (WTA). В первое время обилие дешёвого доступного фастфуда в западных странах не лучшим образом сказалось на спортивной форме молодой чешки. По собственным словам, за два месяца 1973 года в США она набрала больше 10 килограммов лишнего веса; виной тому был не только её собственный выбор, но и финансовые обстоятельства: федерация выплачивала спортсменке только 11 долларов суточных (позже 17), и чтобы не потратить все деньги только на еду, ей приходилось питаться фастфудом. Однако высокий уровень физической подготовки и талант позволили ей, несмотря на это, показывать хорошие результаты. Ключевыми элементами её игры были мощная подача левой рукой, быстрое движение по корту и смелая игра у сетки.
В 1973 году в составе команды Чехословакии выиграла турнир на крытых кортах в Торки (Англия); наблюдавший за игрой юной чешки, постоянно стремящейся выйти к сетке, тренер и комментатор Дэн Маскелл предсказал, что однажды она победит в Уимблдонском турнире. Позже в том же году началось личное соперничество Навратиловой и Крис Эверт, продлившееся 15 лет. За это время спортсменки 80 раз встретились на корте и разыграли рекордное число финалов на турнирах Большого шлема. При этом поначалу преимущество было явно на стороне Эверт — она выиграла 14 из 16 их первых встреч и 21 из 25 к лету 1978 года. Их первая встреча состоялась в Акроне (Огайо) в марте 1973 года, когда Навратиловой было 16, а Эверт 18 лет, и окончилась со счётом 7:6, 6:3 в пользу американки. Тем не менее после матча Эверт сказала: «Хотя я не могла произнести или правильно написать её имя, мне было ясно, что это будущая проблема». Она также особо отметила необычайно сильную для 16-летней девушки подачу, которая уже тогда вызывала у неё затруднения. В том же году Навратилова сыграла в первом за карьеру турнире Большого шлема. Это произошло на Открытом чемпионате Франции, где молодая чешка обыграла чемпионку 1968 года Нэнси Ричи и добралась до четвертьфинала. Вслед за Кодешем на юную Навратилову обратил внимание ещё один левша — двукратный обладатель Большого шлема Род Лейвер, наблюдавший за её игрой на турнире в Торонто и предсказавший ей большое будущее.
В 1974 году чешка дошла до финала Открытого чемпионата Италии, где уступила Эверт, но привлекла внимание европейской прессы. На Открытом чемпионате Франции она первенствовала в миксте с колумбийцем Иваном Молиной, а вскоре после Открытого чемпионата США выиграла свой первый профессиональный турнир в одиночном разряде, по пути к титулу последовательно победив Розмари Казалс, Франсуазу Дюрр и Джули Хелдман. Спустя несколько месяцев на Открытом чемпионате Австралии Навратилова победила в четвертьфинале бывшую первую ракетку мира Маргарет Корт и дошла до финала, где проиграла ещё одной хозяйке корта Ивонн Гулагонг. Заработав за 1973 год 6,1 тысячи долларов призовых, в 1974 году она получила уже 36,5 тысячи. На следующий год сумме её призовых предстояло вырасти ещё вчетверо.
В весенних турнирах 1975 года в США Навратилова дважды подряд завоёвывала титулы при сильнейшем составе соперниц (в Вашингтоне победив Эверт, Вирджинию Уэйд и Керри Мелвилл, а в чемпионате США в помещении — Уэйд, Корт и Гулагонг). Во второй раз пробилась в финал турнира Большого шлема в одиночном разряде на Открытом чемпионате Франции 1975 года, где уступила Эверт. Там же, выступая в паре с Эверт, Навратилова завоевала свой первый титул на турнирах Большого шлема в женском парном разряде. Первая ракетка мира Билли Джин Кинг, наблюдавшая за игрой чешки, предрекла той, что она может стать лучшей теннисисткой мира, если будет продолжать усердно работать.
Как лидер сборной Чехословакии Навратилова привела её к титулу обладательниц Кубка Федерации — главного соревнования среди национальных женских теннисных сборных. Несмотря на это, у неё стали ухудшаться отношения с чехословацкой федерацией тенниса, где считали, что она слишком «американизировалась» и отрывается от коллектива, и теннисистка опасалась, что её в любой момент могут перестать выпускать из страны. Поэтому в ходе очередной поездки в США она связалась с Фредом Барманом — отцом ещё одной участницы профессионального тура, который уже некоторое время вёл её финансовые дела и добился для неё договора с чешской федерацией, по которому она сохраняла бо́льшую часть получаемых призовых. Через него Мартина вышла на ФБР и Службу иммиграции и натурализации США. В августе 1975 года они с Эверт встретились в полуфинале Открытого чемпионата США, в тот год разыгрывавшегося на грунтовых кортах. Американка снова оказалась сильнее, победив 6:4, 6:4. Сразу после этого поражения Навратилова отправилась в нью-йоркское отделение Службы иммиграции и натурализации и попросила политического убежища.
Первые годы жизни на Западе были для Навратиловой психологически сложными, ей приходилось не только привыкать к новому обществу, новой культуре и новому языку, но и бороться с лишним весом: комментатор Бад Коллинз, дававший спортсменам ироничные прозвища, в это время называл её «Большая дебелая надежда» (англ. The Great Wide Hope). Её игра переживала резкие взлёты и падения. По выражению Теда Тинлинга, «заносчивость сменялась паникой без всякого перехода», а Билли Джин Кинг вспоминала, что в это время малейшая ошибка могла разрушить концентрацию Навратиловой настолько, что приводила к поражению. При этом близкие люди вспоминали, что свои лучшие матчи она проводила после огорчительных событий в жизни, а сама она говорила, что временами корт становился для неё убежищем от проблем. Она в частности выиграла Уимблдонский турнир 1976 года в женском парном разряде, снова в паре с Эверт. Однако в условиях, когда соревнования женского тура продолжались круглый год, это создавало предпочтительные условия не для спортсменок атакующего стиля, а для теннисисток, предпочитавших надёжную и физически менее затратную игру с задней линии, включая Эверт и Трэйси Остин. Таким соперницам молодая эмигрантка из-за плохой физической формы проигрывала чаще, чем следовало.
В 1975 году подписала трёхлетний контракт на выступления в командной лиге World Team Tennis. Выступала вначале за «Кливленд Нетс», а с 1976 года за «Бостон Лобстерс». Сочетание командных матчей с индивидуальными турнирами, с постоянной сменой покрытий и часовых поясов, было изматывающим для спортсменки, которая проиграла в первом раунде Открытого чемпионата США 1976 года. Это поражение от Дженет Ньюберри Навратилова в автобиографии 1985 года назвала самым тяжёлым в своей карьере. Вернуться в лучшую физическую и психологическую форму ей помогла гольфистка Сандра Хейни, которая познакомилась с ней на съёмках мультиспортивной телепрограммы Superstars. Уже в начале 1977 года Навратилова (по оценке Хейни, сбросившая от 30 до 40 фунтов лишнего веса за 8 месяцев) обыграла Эверт в финале турнира в Вашингтоне и закончила этот сезон с шестью титулами. Она также снова пробилась в полуфинал Открытого чемпионата США, где уступила австралийке Венди Тёрнбулл. Хотя Эверт всё ещё чаще выходила победительницей в их встречах, после равного трёхсетового финала в Филадельфии она призналась журналисту World Tennis Стиву Флинку, что выиграла на пределе собственных возможностей, и задавалась вопросом, насколько ещё может улучшить игру её соперница.

### Первые годы во главе рейтинга и спад формы (1978—1981)
В период работы с Хейни Навратилова переехала в Даллас, где приобрела первый в жизни собственный дом. Сезон 1978 года она начала с серии из 37 побед подряд, выиграв на этом отрезке семь турниров, прежде чем уступить в марте в Далласе 15-летней Трэйси Остин. Весной набравшая форму теннисистка выиграла чемпионат Virginia Slims, а летом победила Эверт в трёх сетах (третий из которых продолжался до счёта 9:7) на травяных кортах в Истборне и затем встретилась с ней в финале Уимблдонского турнира. Проиграв первый сет из-за слишком большого количества невынужденных ошибок, она продолжала атаковать на каждом розыгрыше мяча и выиграла второй сет 6:4. Третий сет начался, как продолжение второго — претендентка выиграла первые два гейма, но затем Эверт в свою очередь выиграла четыре подряд. Навратилова снова отыгралась, Эверт с большим трудом удержала свою подачу, чтобы выйти вперёд 5:4, но из следующих 13 очков сумела взять только одно. Выиграв третий сет 7:5, Навратилова завоевала первый в карьере одиночный титул в турнирах Большого шлема. После этого она впервые вышла на первое место в рейтинге WTA.
К сентябрю, однако, в игре свежеиспечённой первой ракетки мира стали появляться признаки усталости. Она неожиданно проиграла в полуфинале Открытого чемпионата США 16-летней Пэм Шрайвер, затем растянула мышцы плеча и перед финальным турниром тура Colgate в свою очередь взяла месячную паузу. За это время Эверт успела выиграть три турнира и почти сравнялась с ней в рейтинге, а затем в очной встрече обыграла её в последнем матче финального турнира. Вскоре после этого Эверт победила Навратилову также на турнире в Японии, завершив их годовую серию с общим счётом 3:2. В итоге официальный рейтинг WTA и ведущие теннисные издания разошлись во мнениях, кто стал победителем женского профессионального сезона в 1978 году. ЭВМ отдала предпочтение Навратиловой, тогда как теннисные журналисты назвали первой ракеткой мира Эверт, указывая на нестабильность игры её конкурентки: хотя Навратилова завоевала больше титулов, чем Эверт, она, однако, чаще проигрывала случайным соперницам. Среди теннисисток, обыгравших её в 1978 году, были, помимо Остин и Шрайвер, Регина Маршикова и Джоанн Расселл.

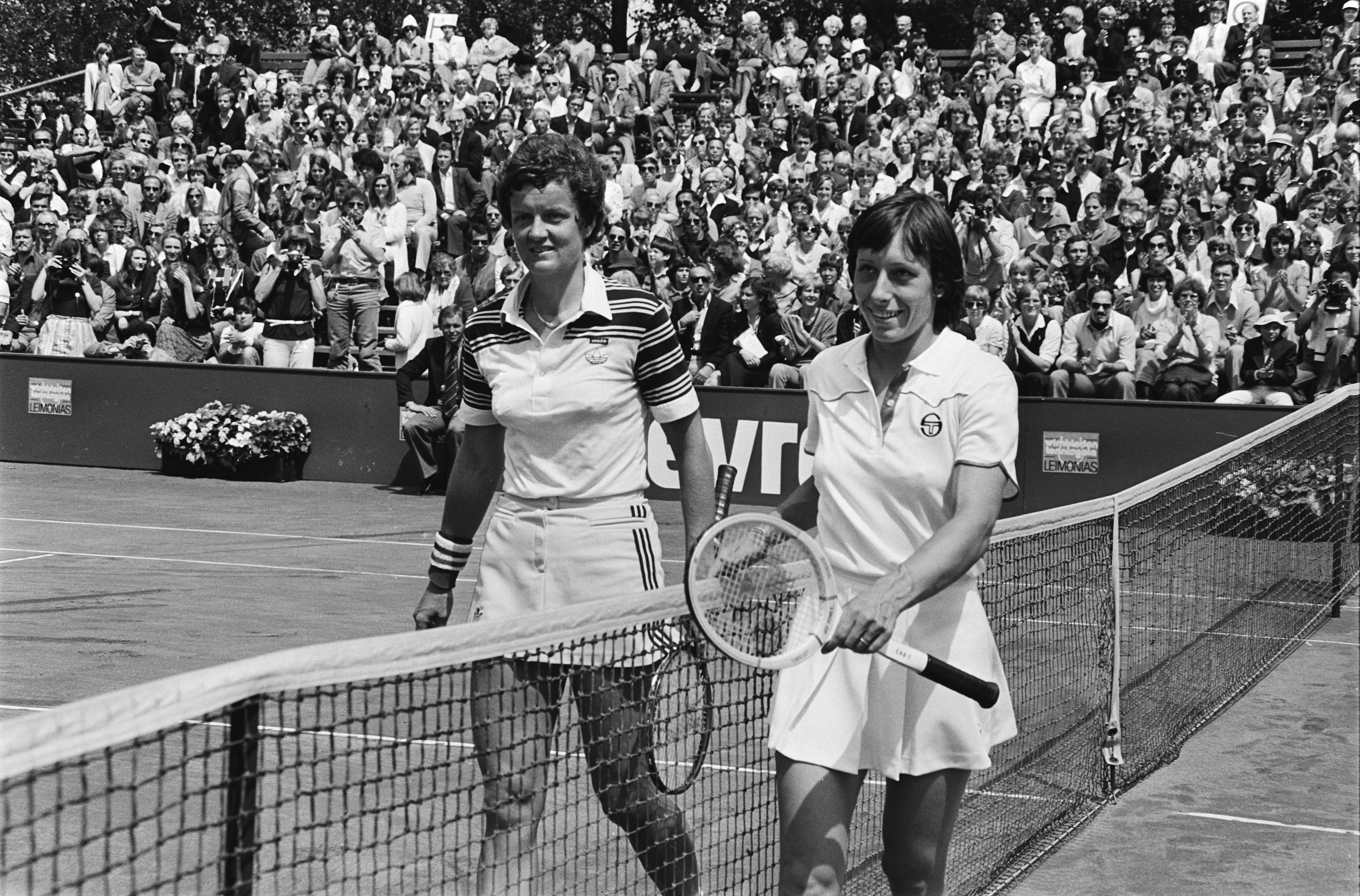
Бетти Стове и Навратилова на матче Кубка Федерации в Гааге, 1980 год

На следующий год Навратиловой удалось обыграть Эверт четыре раза подряд. Она снова выиграла итоговый турнир профессионального тура (в этом году называвшийся Avon Championships) после победы в финале над Остин. Она также во второй раз подряд победила на Уимблдоне, обыграв Эверт в двух сетах, и завоевала на этом же турнире очередной титул в женском парном разряде, выступая с Билли Джин Кинг. Победить осенью на Открытом чемпионате США ей помешала Остин, победившая её в полуфинале, а затем переигравшая Эверт, в 16 лет и 9 месяцев став самой юной победительницей этого турнира. Осенью 1980 года, выиграв с Бетси Нагельсен Открытый чемпионат Австралии, Навратилова стала восьмой обладательницей карьерного Большого шлема в женских парах в истории; её пара с Кинг распалась, и в октябре она обратилась к Пэм Шрайвер с предложением стать её новой партнёршей.
К этому времени, однако, в игре Навратиловой наступил спад. В 1980 году она проиграла не только Эверт в полуфинале Уимблдонского турнира, но и молодой чешке Гане Мандликовой в четвёртом круге Открытого чемпионата США. В автобиографии она связывала это с попыткой переосмыслить свою иерархию ценностей, к которой её подталкивала писательница Рита Мэй Браун, с которой Навратилова в это время жила. Браун убеждала теннисистку, что спорт не может быть главным в её жизни, и та на некоторое время стала относиться к спортивным результатам равнодушно. По оценке баскетболистки Нэнси Либерман, в эти годы «Крис Эверт хотела побеждать, а Мартина просто хотела играть». Либерман познакомилась с Навратиловой в 1981 году в ходе турнира на Амилии, где та на грунте проиграла Эверт со счётом 0:6, 0:6. Либерман взяла на себя роль тренера Навратиловой по физической подготовке и психолога-мотиватора, убеждая её, что она не только может, но и должна быть лучшей в мире. Под влиянием баскетболистки та стала проводить много времени в спортзале — подход, в начале 1980-х годов всё ещё бывший необычным в женском теннисе, где игроки заботились о женственном виде. Навратилова вспоминала, что Либерман преподала ей основы баскетбольной игры, и этот опыт в дальнейшем помогал ей и на теннисном корте, особенно с игрой по высоким мячам. К осени 1981 года усиленные физические упражнения и корректировка диеты позволили теннисистке сбросить 22 фунта (10 кг) лишнего веса.
В том же году у Навратиловой появился первый постоянный тренер — им стала Рене Ричардс, транс-женщина, в своё время привлёкшая много внимания в женском туре. Ричардс с удивлением убедилась, что её подопечная, несмотря на уже достигнутые успехи, очень слабо разбирается в теннисной тактике и не обладает поставленным точным ударом, побеждая только за счёт атлетизма. За несколько недель она перестроила игру Навратиловой. Молодая теннисистка добавила к арсеналу ударов топ-спин закрытой ракеткой, изменила стиль подачи и игры с лёта и избавилась от привычки выставлять локоть при ударе. В процессе работы с Ричардс она также начала готовиться индивидуально к встречам с каждой соперницей, анализируя их сильные и слабые стороны. Позже к так называемой «команде Навратиловой» (англ. Team Navratilova) присоединились культуристка Линн Конкрайт и рефлексолог Рик Элстин, с конца 1982 года её также тренировал бывший теннисист сборной Румынии Петре Мэрмуряну.

### Пик карьеры (осень 1981—1986)
На Уимблдонском турнире 1981 года Навратилова и Шрайвер впервые играли вместе в турнире Большого шлема и завоевали свой первый совместный титул. На Открытом чемпионате США 1981 года — своём первом крупном турнире под руководством Ричардс — Навратилова обыграла Эверт в полуфинале, выиграв подряд последние четыре гейма в решающем сете, и встретилась в матче за титул с Трэйси Остин. Она выиграла первый сет 6:1, но проиграла два следующих на тай-брейках, не реализовав по ходу игры матчбол и, в стремлении побыстрее добиться успеха, допуская многочисленные невынужденные ошибки, включая двойную ошибку на последней подаче. Несмотря на поражение, трибуны приветствовали её овацией в ходе церемонии награждения.
В следующем турнире — чемпионате США в помещении в Блумингтоне (Миннесота) — Навратилова не отдала соперницам ни одного сета и разгромила Остин в финале со счётом 6:0, 6:2. Позже осенью они обменялись с Эверт победами в Токио и в Сиднее. На Открытом чемпионате Австралии Эверт была посеяна под первым номером, а Навратилова под третьим, и они встретились в финале, отдав соперницам за весь турнир один сет на двоих (посеянная второй Остин проиграла Пэм Шрайвер в четвертьфинале). С первого сета младшая из финалисток атаковала, демонстрируя высокий класс игры на траве, а старшая умело оборонялась, не позволяя себе проигрывать геймы на своей подаче, и в итоге выиграла его на тай-брейке 7:4. По ходу второго сета Эверт отыграла ранний брейк, но при счёте 4:4 Навратилова усилила игру ещё больше и в следующих двух геймах отдала ей только два очка. Казалось, что она полностью переломила игру; в решающем сете она повела 2:0, затем не реализовала шесть брейк-пойнтов, но продолжала давление и повела 5:1. В этот момент уже Эверт продемонстрировала силу воли, выиграв два гейма на чужой подаче и сравняв счёт в сете, но больше не сумела взять ни одного гейма, и Навратиловала выиграла третий сет со счётом 7:5, впервые в карьере став победительницей Открытого чемпионата Австралии.
В финальном турнире тура Colgate Навратилова проиграла Остин в двух сетах и, несмотря на десять завоёванных за сезон титулов, завершила сезон на третьем месте в рейтинге после Эверт и Остин. Однако её лучшие годы только начинались. К концу года благодаря усиленным тренировкам она намного превосходила остальных участниц профессионального тура и в скорости, и в силе, что даже привело к безосновательным обвинениям в использовании стероидов.
В 1982 году Навратилова провела серию из 41 победы подряд, а в общей сложности выиграла 90 матчей и 15 из 18 турниров, в которых приняла участие в одиночном разряде. В их числе был первый в её карьере Открытый чемпионат Франции (после того как Андреа Йегер обыграла Эверт). К концу грунтового сезона она обошла Эверт в рейтинге, вернув себе звание первой ракетки мира. После Открытого чемпионата Франции Навратилова также в очередной раз победила на Уимблдоне, взяв верх в финале над Эверт. В первом сете она разгромила соперницу 6:1, но проиграла второй и дала Эверт взять гейм на её подаче в третьем. Это, однако, был последний гейм Эверт в матче: Навратилова тут же отыгралась на чужой подаче и выиграла оставшиеся четыре гейма за семь минут. Вслед за этим она выиграла со сборной США Кубок Федерации, но накануне Открытого чемпионата США серьёзно заболела. У неё был диагностирован токсоплазмоз в тяжёлой форме, и в итоге она уступила в четвертьфинале Шрайвер, с которой выступала в парном разряде. Последнее поражение в сезоне она потерпела на Открытом чемпионате Австралии от Эверт, но взяла у той реванш в финальном турнире сезона. После того, как Навратилова и Эверт разделили пополам титулы в турнирах Большого шлема и имели баланс побед и поражений соответственно 89-3 и 76-5, в финале этого турнира решалось, кто завершит сезон в звании первой ракетки мира. Эверт удалось выиграть первый сет, но затем преимущество лидера рейтинга стало неоспоримым — Навратилова измотала соперницу чередованием укороченных ударов и свечей и победила с общим счётом 4:6, 6:1, 6:2.
В 1983 году с Навратиловой окончательно рассталась Рене Ричардс: с одной стороны, её практика как врача-офтальмолога требовала всё больше времени, а с другой, она больше не была готова делить влияние на теннисистку с другими членами команды Навратиловой. Перед Уимблдонским турниром 1983 года новым постоянным тренером спортсменки стал Майк Эстеп, под руководством которого она значительно улучшила игру на чужой подаче, отказалась от игры закрытой ракеткой сверху и снова стала чаще выходить к сетке. За этот год Навратилова провела 17 турниров и выиграла в них 86 матчей, проиграв только один — Кэти Хорват в четвертьфинале Открытого чемпионата Франции. Этот результат — 98,9 % побед в сезоне — остаётся лучшим в истории тенниса. На Уимблдоне у неё уходило в среднем 47 минут на то, чтобы разгромить очередную соперницу, на Открытом чемпионате США — 52 минуты, при этом в Нью-Йорке Навратилова не проиграла ни одного сета в семи матчах. Победив Эверт в финале Открытого чемпионата США, она собрала карьерный Большой шлем в одиночном разряде, став лишь четвёртой в истории женского тенниса, кому это удалось. После победы в Нью-Йорке её фотография впервые появилась на заглавной странице журнала Sports Illustrated — до этого четырёхкратная победительница Уимблдона ни разу не удостоилась этой чести.
На протяжении этого и следующего года Навратилова играла в финалах одиночных турниров 23 раза подряд. Очередная серия побед, на этот раз 54 подряд (на две меньше, чем принадлежавший в это время Эверт рекорд), началась в 1983 и завершилась в 1984 году. Кроме того, в 1983 году Навратилова начала серию из 109 побед подряд в паре с Пэм Шрайвер. По итогам сезона она была признана спортсменкой года в опросе агентства «Ассошиэйтед Пресс».
В 1984 году была зарегистрирована самая длинная серия беспроигрышных одиночных матчей в карьере Навратиловой — 74 игры. Между поражением в турнире в Окленде (Калифорния) в начале сезона от Ганы Мандликовой и проигранным Гелене Суковой матчем Открытого чемпионата Австралии незадолго до завершения года первая ракетка мира выиграла 13 турниров подряд. В первых трёх турнирах Большого шлема за этот год она трижды обыграла в финалах Эверт. На Открытом чемпионате Франции Навратилова разгромила соперницу на её любимом покрытии за 63 минуты со счётом 6:3, 6:1. На Уимблдоне Эверт вела 3:0 в первом сете, но в итоге проиграла его на тай-брейке, а во втором уже не оказывала серьёзного сопротивления. На Открытом чемпионате США вторая теннисистка мира сумела выиграть первый сет, но не матч, упустив два брейк-пойнта на подаче Навратиловой во втором сете. Беспрерывная серия финалов с участием Навратиловой, начавшаяся ещё в 1983 году, достигла 23.
| Год  | Этап  | Открытый чемпионат Франции | Открытый чемпионат Франции | Уимблдонский турнир | Уимблдонский турнир | Открытый чемпионат США | Открытый чемпионат США | Открытый чемпионат Австралии | Открытый чемпионат Австралии |
| ---- | ----- | -------------------------- | -------------------------- | ------------------- | ------------------- | ---------------------- | ---------------------- | ---------------------------- | ---------------------------- |
| 1983 | 1/64  | Мэри-Лу Пятек              | 6-1 6-1                    | Беверли Мулд        | 6-1 6-0             | Эмильса Раппони-Лонго  | 6-1 6-0                |                              |                              |
| 1983 | 1/32  | Катерина Богмова           | 6-1 6-1                    | Шерри Аккер         | 7-6 6-3             | Луиза Аллен            | 6-2 6-1                | Хезер Ладлофф                | 6-0 7-5                      |
| 1983 | 1/16  | Венди Проза                | 6-0 6-3                    | Мима Яушовец        | 6-2 6-1             | Кейт Гомперт           | 6-2 6-2                | Элизабет Сэйерс              | 6-1 6-0                      |
| 1983 | 1/8   | Кэти Хорват                | 4-6 6-0 3-6                | Клаудиа Коде-Кильш  | 6-1 6-2             | Пилар Васкес           | 6-0 6-1                | Розалин Фэрбенк              | 6-2 6-2                      |
| 1983 | 1/4   |                            |                            | Дженнифер Мундел    | 6-3 6-1             | Сильвия Ханика         | 6-0 6-3                | Джо Дьюри                    | 4-6 6-3 6-4                  |
| 1983 | 1/2   | Ивонн Вермак               | 6-1 6-1                    | Пэм Шрайвер         | 6-2 6-1             | Пэм Шрайвер            | 6-4 6-3                |                              |                              |
| 1983 | Финал | Андреа Йегер               | 6-0 6-3                    | Крис Эверт          | 6-1 6-3             | Кэти Джордан           | 6-2 7-6                |                              |                              |
|      |       |                            |                            |                     |                     |                        |                        |                              |                              |
| 1984 | 1/64  | Натали Тозья               | 6-1 6-2                    | Марин Луи           | 6-4 6-0             | Ли Антонополис         | 6-4 6-2                |                              |                              |
| 1984 | 1/32  | Марселла Мескер            | 6-1 6-1                    | Эми Холтон          | 6-2 7-5             | Андреа Леанд           | 6-4 6-2                | Ивонн Вермак                 | 6-1 6-1                      |
| 1984 | 1/16  | Мари-Кристин Каллеха       | 6-1 6-3                    | Ива Бударжова       | 6-2 6-2             | Дженнифер Мундел       | 6-0 6-0                | Мэри-Лу Пятек                | 6-2 6-1                      |
| 1984 | 1/8   | Клаудиа Коде-Кильш         | 6-0 6-1                    | Элизабет Сэйерс     | 6-0, отказ          | Барбара Поттер         | 6-4 6-4                | Кэти Риналди                 | 4-6 6-0 6-1                  |
| 1984 | 1/4   | Кэти Хорват                | 6-4 6-2                    | Мануэла Малеева     | 6-3 6-2             | Гелена Сукова          | 6-3 6-3                | Барбара Поттер               | 6-3 6-2                      |
| 1984 | 1/2   | Гана Мандликова            | 3-6 6-2 6-2                | Кэти Джордан        | 6-3 6-4             | Венди Тёрнбулл         | 6-4 6-1                | Гелена Сукова                | 6-1 3-6 5-7                  |
| 1984 | Финал | Крис Эверт                 | 6-3 6-1                    | Крис Эверт          | 7-6 6-2             | Крис Эверт             | 4-6 6-4 6-4            |                              |                              |

Поражение от Суковой помешало Навратиловой стать обладательницей календарного Большого шлема в одиночном разряде, но до этого она выиграла шесть турниров Большого шлема подряд — рекордный показатель в истории. Тем не менее в 1984 году Навратилова всё же стала обладательницей Большого шлема, но в женском парном разряде, где они со Шрайвер выиграли все четыре главных турнира сезона. Они остаются единственной парой в истории женского тенниса, добившейся этого результата. В общей сложности с 1982 по 1984 год Навратилова и Шрайвер выиграли восемь турниров Большого шлема подряд.
| Этап  | Открытый чемпионат Франции         | Открытый чемпионат Франции | Уимблдонский турнир                | Уимблдонский турнир | Открытый чемпионат США              | Открытый чемпионат США | Открытый чемпионат Австралии     | Открытый чемпионат Австралии |
| ----- | ---------------------------------- | -------------------------- | ---------------------------------- | ------------------- | ----------------------------------- | ---------------------- | -------------------------------- | ---------------------------- |
| 1/32  | Хезер Кроу Ким Стейнмец            | 6-2 6-1                    | Пэм Казал Лучия Романов            | 6-1 6-1             | Дженнифер Мундел Фелисия Раскьяторе | 6-2 6-1                |                                  |                              |
| 1/16  | Карлинг Бассетт Андреа Темешвари   | 6-4 6-2                    | Хезер Ладлофф Марин Луи            | 6-4 6-1             | Лесли Аллен Ким Джонс-Шефер         | 6-1 7-6                | Кэнди Рейнольдс Розалин Фэрбенк  | 7-6 6-4                      |
| 1/8   | Сэнди Коллинз Алисия Молтон        | 6-2 6-4                    | Лиза Бондер Сьюзен Маскарин        | 6-0 6-0             | Катрин Танвье Тина Шойер-Ларсен     | 6-3 6-3                | Ивонн Вермак Дженнифер Мундел    | 6-2 6-1                      |
| 1/4   | Бренда Ремилтон Наоко Сато         | 6-2 6-2                    | Клаудиа Коде-Кильш Гана Мандликова | 6-7 6-4 6-2         | Кэнди Рейнольдс Розалин Фэрбенк     | 6-3 6-4                | Карлинг Бассетт Зина Гаррисон    | 6-2 6-0                      |
| 1/2   | Вирджиния Рузичи Кэти Хорват       | 6-0 7-6                    | Джо Дьюри Энн Киёмура              | 6-3 6-4             | Бетси Нагельсен Энн Уайт            | 6-4 7-5                | Венди Тёрнбулл Крис Эверт        | 6-4 6-3                      |
| Финал | Клаудиа Коде-Кильш Гана Мандликова | 5-7 6-3 6-2                | Кэти Джордан Энн Смит              | 6-3 6-4             | Венди Тёрнбулл Энн Хоббс            | 6-2 6-4                | Клаудиа Коде-Кильш Гелена Сукова | 6-3 6-4                      |

В 1984 году Навратилова заработала 2,2 млн долларов, став четвёртой в списке самых высокооплачиваемых спортсменов мира после трёх мужчин-боксёров. Посреди победной серии, в апреле 1984 года, они расстались с Либерман, которая после этого предложила свои услуги в качестве тренера Эверт, однако та отказалась.
Поражение Навратиловой в Открытом чемпионате Австралии позволило стать чемпионкой Эверт. В начале сезона 1985 года она прервала серию из 13 поражений подряд от своей постоянной соперницы (включая четыре в финалах турниров Большого шлема) и выиграла у той в Ки-Бискейне, но затем Навратилова дважды подряд победила в очных встречах в ходе зимней американской серии. После этого они встретились в финале Открытого чемпионата Франции. Эту игру, продолжавшуюся 2 часа 52 минуты, Стив Флинк называет самой захватывающей в их противостоянии. В день финала, помимо медленного покрытия, на стороне Эверт была также погода — на стадионе дул порывистый ветер, сбивавший стабильность подачи Навратиловой. Эверт, выдержав ранний натиск, повела в первом сете 3:0, позволила сопернице сравнять счёт, но затем снова выиграла три гейма подряд и с ними первый сет. Во втором она повела 4:2 по геймам, была близка к тому, чтобы увеличить счёт до 5:2 на подаче Навратиловой, и подавала при счёте 6:5. Однако в критической ситуации первая ракетка мира отыграла подачу соперницы, а затем взяла верх на тай-брейке. Больше половины геймов в третьем сете теннисистки выиграли на чужой подаче, Эверт трижды выходила вперёд, но каждый раз давала Навратиловой отыграться. Подавая при счёте 5:5, она отыграла четыре брейк-пойнта в самом длинном гейме матча, после чего взяла четвёртую за сет подачу Навратиловой, победив со счётом 7:5 и вернув себе чемпионское звание.
К началу Уимблдонского турнира Эверт, вернувшаяся в лучшую форму, обошла Навратилову в рейтинге WTA. Организаторы турнира посеяли обеих теннисисток под первым номером, сделав поправку на тот факт, что Навратилова перед этим побеждала на Уимблдоне трижды подряд. Она заявилась также в турнирах женских и смешанных пар. Постоянные дожди в первую неделю турнира привели к тому, что почти все игры в парах были перенесены во вторую, и Навратиловой пришлось провести за неё 16 матчей. В воскресенье второй недели она сыграла финалы в одиночном и женском парном разрядах. В одиночном разряде Эверт, бывшая в отличной форме, в первом сете совершила только три невынужденных ошибки и победила 6:4, однако затем Навратилова заиграла точнее и агрессивнее и выиграла следующие два сета 6:3, 6:2. В матче женских пар усталость дала себя знать, и серия из 109 побед в паре со Шрайвер прервалась поражением от Кэти Джордан и Элизабет Смайли. К этому времени американки вместе выиграли восемь турниров подряд. На следующий день Навратилова и Пол Макнами провели на корте почти шесть часов, выиграв три матча в миксте подряд — с четвертьфинала до финала.
После Уимблдона Навратилова сыграла также в финалах остальных двух турниров Большого шлема, впервые в карьере побывав в финалах всех четырёх за один календарный год. К победе над Эверт в финале Уимблдона она добавила победу над нею на этом же этапе Открытого чемпионата Австралии, тоже в трёх сетах, а в общей сложности выиграла 84 матча за сезон, в том числе четыре из шести в очных встречах с Эверт. В 1986 году Навратилова выиграла 89 матчей и проиграла три. Со сборной США она завоевала Кубок Федерации, разыгрывавшийся у неё на родине, снова участвовала во всех финалах турниров Большого шлема за сезон (Открытый чемпионат Австралии в этом году не проводился), выиграла две из трёх встреч с Эверт, три из четырёх — с юной Штеффи Граф (в том числе в полуфинале Открытого чемпионата США, где немка не сумела реализовать три матчбола) и все четыре — с Габриэлой Сабатини. Итоговый турнир года Навратилова выиграла в пятый раз подряд и в восьмой — в общей сложности, обыграв в финале Граф. По ходу сезона, на турнире в Фильдерштадте (ФРГ), она выиграла свой тысячный матч, став второй женщиной в истории современного тенниса, кому это удалось. Она также начала в 1986 году ещё одну длинную серию беспроигрышных матчей, продлившуюся до следующего сезона и составившую в итоге 58 игр. По итогам сезона Навратилова в пятый раз подряд с 1982 года заняла первое место в рейтинге WTA, а «Ассошиэйтед Пресс» во второй раз признала её спортсменкой года.

### Смена поколений (1987—1994)
На протяжении продолжительного времени главной соперницей Навратиловой оставалась Крис Эверт. Их личное соревнование продолжалось до ноября 1988 года и многими специалистами оценивалось как самое выдающееся в истории тенниса (включая мужской), а некоторые называли его самым выдающимся соперничеством в истории спорта в целом. На отдельных отрезках в этот период соперничества преимущество Навратиловой было подавляющим — на её счету были серии из 13 побед подряд в матчах и из 16 выигранных подряд сетов. Сильно отставая в счёте личных встреч поначалу, в дальнейшем она наверстала отставание и завершила очное состязание с 43 победами в 80 матчах (по другому методу подсчёта, 44 в 83 матчах). С 1982 по 1987 год они десять раз встречались в финалах турниров Большого шлема, и в семи случаях Навратилова оказалась сильнее. Только на грунте старшая теннисистка всё ещё сохраняла преимущество, победив соперницу в финалах Открытого чемпионата Франции 1985 и 1986 годов.
К 1987 году, однако, роль основной соперницы Навратиловой перешла к Штеффи Граф. В этом году Навратилова победила Эверт в полуфинале Открытого чемпионата Франции и в финале встретилась с немкой. Они сыграли все три сета, причём в третьем Навратилова взяла подачу соперницы и при счёте 5:3 подавала. Однако в этот решающий момент Граф сумела переломить ход игры и добиться победы. Спустя месяц Навратилова взяла реванш в финале Уимблдонского турнира со счётом 7:5, 6:3, выиграв это соревнование в шестой раз подряд и побив рекорд Сюзанн Ленглен, побеждавшей с 1919 по 1923 год. Во второй раз за сезон она взяла верх над немкой в финале Открытого чемпионата США, победив в двух сетах (выиграв турнир также в женском и смешанном парном разрядах, она стала первой абсолютной чемпионкой США с 1970 года). В итоге она в третий раз подряд сыграла во всех финалах турниров Большого шлема за год. Однако в целом сезон сложился удачней у Граф, к началу ноября выигравшей 10 из 12 турниров, в которых она приняла участие, и 71 из 73 матчей (единственными исключениями стали два поражения в финалах от Навратиловой). Американская теннисистка, напротив, к этому моменту помимо побед на Уимблдоне и Открытом чемпионате США завоевала только один титул и ещё четырежды проигрывала в финалах, в том числе Граф в финале Открытого чемпионата Франции (в ноябре она победила ещё в одном турнире, доведя общий счёт побед в сезоне до четырёх). Это соотношение побед и поражений гарантировало немецкой спортсменке первое место в рейтинге по итогам сезона ещё до того, как был разыгран финальный турнир года.
Расставшись в 1987 году с тренером Майком Эстепом, Навратилова сменила за короткое время ещё несколько тренеров. Однако её результаты в 1988 году продолжали ухудшаться: она проиграла Наталье Зверевой в четвёртом круге Открытого чемпионата Франции и Зине Гаррисон в четвертьфинале Открытого чемпионата США. Впервые за долгое время она не выиграла ни одного турнира Большого шлема за сезон, добравшись только до финала Уимблдона. Хотя американка закончила сезон на втором месте в рейтинге, Граф уже́ была бесспорным лидером профессионального тура: в 19 лет немка завоевала «Золотой шлем» после побед во всех четырёх турнирах Большого шлема и на Олимпийских играх.
После поражения в апреле 1989 года от Зверевой в полуфинале турнира на Хилтон-Хед-Айленде Навратилова задумалась о завершении карьеры. Однако она решила предпринять ещё одну попытку вернуться на вершину и начала сотрудничество с Билли Джин Кинг в качестве тренера. Кинг сумела продемонстрировать своей новой подопечной, что та способна обыгрывать Граф, на примере их матчей на Уимблдонском турнире и Открытом чемпионате США 1989 года (оба продолжались три сета, причём в последнем Навратилова вела 1:0 по сетам и 4:2 во втором сете, упустив победу). В 1990 году Мартина пропустила оба первых турнира Большого шлема, полностью настроившись на девятую победу на Уимблдоне. Там она дошла до финала, но встретилась в нём не с Граф, а с Зиной Гаррисон, неожиданно обыгравшей немку в полуфинале. В противостоянии двух американок Навратилова оказалась сильнее и стала девятикратной чемпионкой Уимблдонского турнира в одиночном разряде, побив державшийся 52 года рекорд Хелен Уиллз-Муди.
В 1989 году распалась пара Навратилова-Шрайвер, на счету которой было к этому времени 20 титулов в турнирах Большого шлема в женском парном разряде — повторение рекорда Маргарет Осборн-Дюпон и Луизы Браф. Позже Шрайвер говорила, что они могли бы побить этот рекорд, поскольку она оставалась в отличной форме. Однако Навратилова с Открытого чемпионата США 1989 года предпочитала играть с другими партнёршами, завоевав ещё два титула уже без неё.
С 1990 года основным тренером Навратиловой оставался Крейг Кардон, а Билли Джин Кинг входила в её команду в качестве тренера-мотиватора. Хотя в 1990-х годах Мартине стало труднее конкурировать с молодыми соперницами, она продолжала побеждать на соревнованиях. Завоевав в 1992 году в Чикаго свой 158-й титул в одиночном разряде, она стала абсолютной рекордсменкой (как среди женщин, так и среди мужчин) по числу выигранных турниров за всю историю тенниса. Всего за этот год она выиграла четыре турнира в одиночном разряде, а за следующий — пять. Хотя в автобиографии 1985 года Навратилова писала, что «ни одна теннисистка в здравом уме» не считает, что может на равных побеждать лидеров мужского профессионального тура, в 1992 году она, по примеру Билли Джин Кинг, участвовала в «битве полов» против Джимми Коннорса. Несмотря на ряд изменений в правилах, призванных уравнять шансы (Навратиловой засчитывались попадения в «коридоры» по обеим сторонам корта, как в парной игре, а её противника лишили второй подачи), Коннорс выиграл со счетом 7-5, 6-2.
К 1994 году потерю Навратиловой спортивной формы стали замечать соперницы. Яна Новотна характеризовала это так: «Всё намного медленнее. Её воля никуда не делась, но тело больше не работает». В марте на турнире в Хьюстоне бывшая первая ракетка мира уступила в своём первом матче занимавшей 231-ю позицию в рейтинге аргентинке Беттине Фулко. Она проиграла также в первом матче в турнире на Хилтон-Хед-Айленде (ещё одной аргентинке Инес Горрочатеги), но сумела пробиться в финал Открытого чемпионата Италии, где в отсутствие Граф уступила на грунте 22-летней испанке Кончите Мартинес — на тот момент третьей ракетке мира. Вслед за этим Навратилова впервые за восемь лет приняла участие в Открытом чемпионате Франции, но там снова проиграла в первом же круге представлявшей Нидерланды Мириам Ореманс. На Уимблдоне, где она была посеяна четвёртой, ситуация сложилась для неё удачно: Граф, действующая чемпионка, в свою очередь выбыла в первом круге после поражения от Лори Макнил, а две других теннисистки с первых мест рейтинга — Моника Селеш и Дженнифер Каприати — не участвовали. В итоге в решающем матче Навратиловой снова противостояла Мартинес, игра продолжалась три сета, и в последнем Навратилова совершила ранее не характерную для неё ошибку на брейк-пойнте, позволив сопернице победить 6:4, 3:6, 6:3.
Навратилова пропустила последний турнир Большого шлема 1994 года, проиграла в первом раунде итогового турнира Габриэле Сабатини и после этого официально объявила о завершении активной игровой карьеры, к этому моменту выиграв 167 турниров в одиночном разряде. Она завоёвывала хотя бы по одному титулу в женском профессиональном туре ежегодно начиная с 1974 года (последняя победа датируется февралём 1994 года, когда она выиграла турнир на крытых кортах в Париже) и постоянно оставалась в числе десяти лучших теннисисток мира с 1976 года. Баланс побед и поражений в их соперничестве с Граф к этому моменту оказался равным — обе теннисистки выиграли по 9 встреч, причём Граф сравняла счёт лишь в их последней игре в Токио в начале 1994 года.

### Возвращение в парах (2000—2006)
В следующие два года Навратилова участвовала только в нескольких парных турнирах и в 1995 году завоевала свой 19-й титул на Уимблдоне, где выступала в миксте с Джонатаном Старком. В финале они победили пару Джиджи Фернандес/Цирил Сук. В 1997—1999 годах не выступала совсем. Однако в 2000 году, в год, когда её имя было внесено в списки Международного зала теннисной славы, она вернулась на корт, сосредоточившись на выступлениях в парах. В 2003 году в паре с Леандером Паесом она выиграла Открытый чемпионат Австралии, завершив завоевание карьерного Большого шлема и в этом разряде. Навратилова стала четвёртой теннисисткой в истории, собравшей карьерный Большой шлем в миксте. Она также стала третьей женщиной в истории после Дорис Харт и Маргарет Смит-Корт, завоевавшей карьерный Большой шлем во всех трёх разрядах — так называемую «полную коллекцию» (англ. boxed set); из мужчин за полуторавековую историю тенниса это не удавалось никому. Кроме того, американская теннисистка, которой к моменту победы было 46 лет и 261 день, стала самой возрастной победительницей турнира Большого шлема в истории.
Позже в том же году Навратилова и Паес выиграли соревнования смешанных пар и на Уимблдоне. Это был 20-й титул Навратиловой на Уимблдонском турнире, и она сравнялась с рекордом Билли Джин Кинг, которой в своё время, в 1979 году, помогла этот рекорд установить. В женских парах она за год завоевала семь титулов. Большинство этих побед были одержаны с молодой россиянкой Светланой Кузнецовой, с которой Навратилова также дошла до финала женского парного турнира на Открытом чемпионате США.
В 2004 году Навратилова сыграла свой последний матч в Кубке Федерации, потерпев первое поражение после 40 побед подряд в одиночном и парном разрядах, и впервые в карьере приняла участие в Олимпийских играх. В 47 лет она стала самым возрастным участником теннисных турниров Олимпийских игр, превзойдя рекорд, установленный ещё в 1924 году 46-летним Норманом Бруксом. Она также получила уайлд-кард в одиночную сетку Уимблдонского турнира и успешно преодолела первый раунд, победив со счётом 6:0, 6:2 102-ю ракетку мира Каролину Кастаньо. Во втором круге она оказала упорное сопротивление занимавшей 59-е место в рейтинге Хиселе Дулко, но в итоге уступила в трёх сетах.

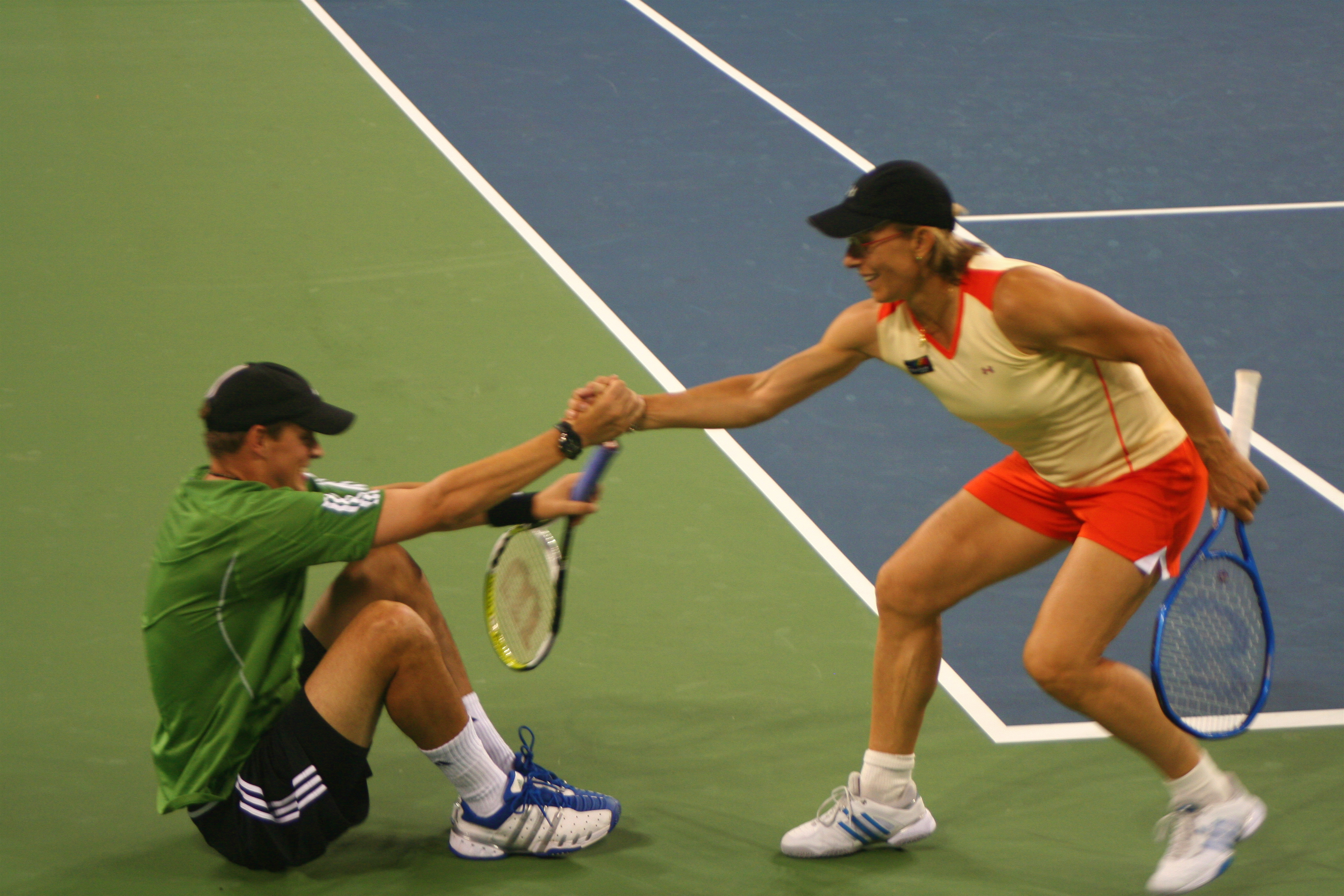
Боб Брайан и Навратилова, Открытый чемпионат США, 2006 год

В сезоне 2006 года, за месяц до 50-летия, выиграла Открытый чемпионат США в смешанном парном разряде в паре с Бобом Брайаном. В том же сезоне вторично объявила о завершении профессиональной карьеры. Суммарно к этому времени на счету Навратиловой было 59 титулов в турнирах Большого шлема (18 в одиночном, 31 в женском парном разряде, в том числе 20 со Шрайвер, и 10 в миксте), и по сумме побед она уступала лишь одной теннисистке в истории — Маргарет Корт, завоевавшей 64 титула. Общее количество её титулов в женском парном разряде составило 177 — как и в одиночном, абсолютный рекорд за всю историю тенниса.

## Стиль игры
Мартина Навратилова — родоначальница современного силового женского тенниса. Хотя она не была первой теннисисткой, уделявшей внимание общей физической подготовке (уже за два десятилетия до неё этим занималась Маргарет Смит-Корт), именно Навратилова превратила упражнения с тяжестями, бег, занятия другими видами спорта в ключевой элемент тренировок в женском теннисе. Она также активно использовала распространённый в мужском теннисе элемент «подача — выход к сетке» (англ. serve and volley). В основе её игры в лучшие годы лежала идея тренера Майка Эстепа о том, что хороший атакующий игрок почти всегда победит хорошего игрока, остающегося на задней линии. В то же время биограф Жонетт Говард отмечает, что у её стиля в целом было мало подражательниц. В качестве причины многие специалисты называли редкие физические данные спортсменки, её игровую интуицию и блестящее умение импровизировать, которые мало кто в женском теннисном туре был способен воспроизвести.
Спортивный потенциал Навратиловой оценили уже чехословацкие спортивные функционеры, когда она ещё училась в начальной школе. Ей легко давались любые виды спорта, в том числе те, с которыми она до тех пор не была знакома. Пловчиха Диана Найэд вспоминала, как в ходе съёмок передачи Superstars в 1976 году Мартина, едва познакомившись с боулингом, начала выбивать один страйк за другим. Научившись играть в баскетбол у Нэнси Либерман, она удивляла своими способностями на площадке даже бывшую звезду студенческого баскетбола Ричарда О’Коннора.

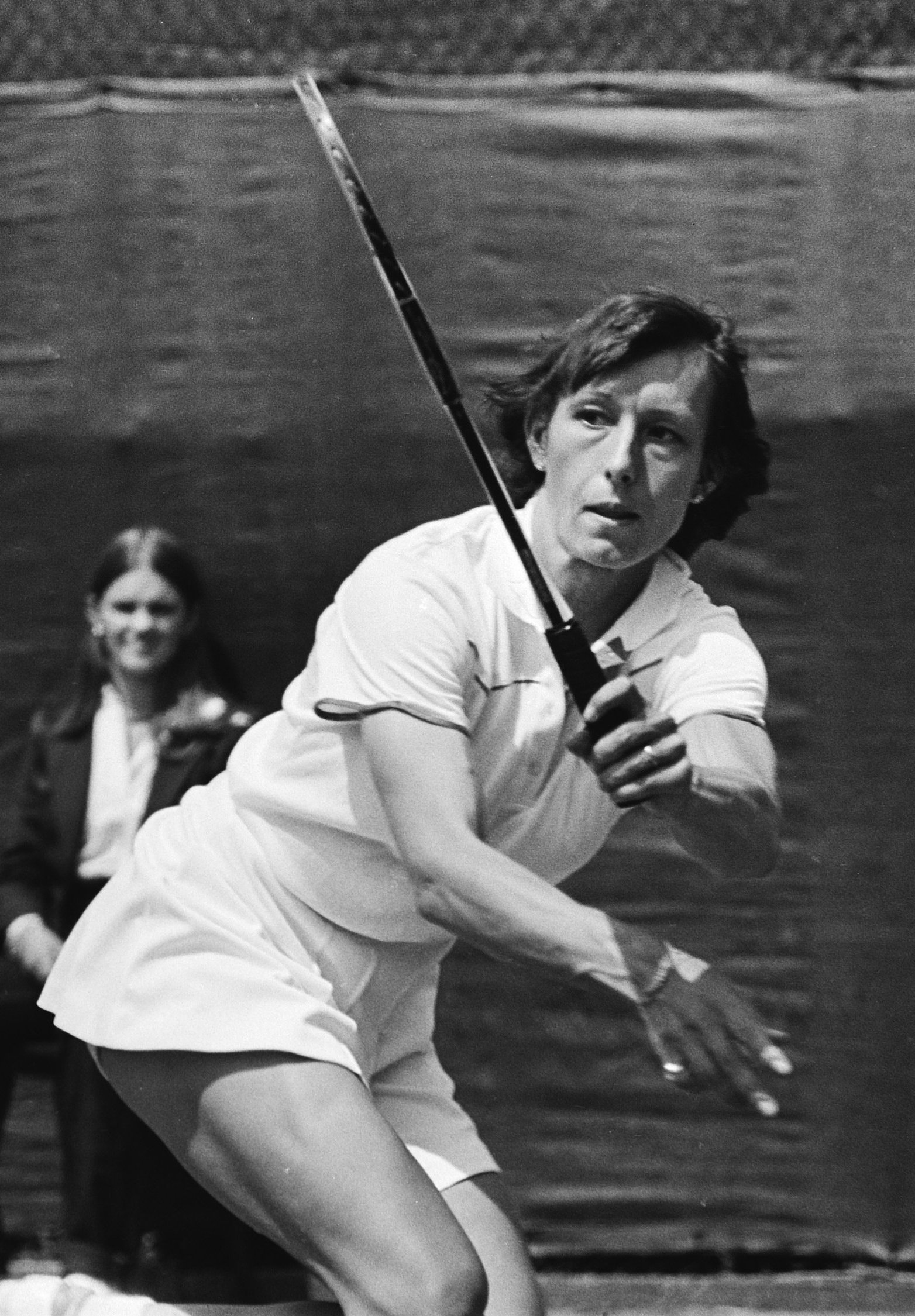
Навратилова в 1980 году

Первый постоянный тренер Навратиловой, Иржи Парма, обучал её принятой в женском теннисе того времени игре с задней линии и приучал к тому, что основную часть очков в теннисе приносит стабильность, а не зрелищные удары, но в то же время поощрял агрессивный, атакующий стиль игры. По настоянию Пармы девочка отказалась от двуручного бэкхенда, который освоила в возрасте 5 или 6 лет, чтобы усилить удар закрытой ракеткой: используя одноручный бэкхенд, она могла дотянуться до более далёких мячей, что было важно при выходах к сетке. В 15 лет начала выступать за пражский клуб «Спарта». В эти годы она умела выполнять только резаный удар закрытой ракеткой. На национальном уровне этого было достаточно — более того, тогдашней первой ракетке ЧССР Власте Вопичковой и этот удар доставлял проблемы, — но в международных турнирах бэкхенд оставался слабым местом в игре юной теннисистки. Это положение изменилось только в начале 1980-х годов, когда Навратилову начала тренировать Рене Ричардс. Под её руководством в арсенале теннисистки появился новый удар закрытой ракеткой — топ-спин. Ричардс также внесла коррективы в стиль ударов Навратиловой, отучив от сильного замаха при игре с лёта и заставив её подавать в прыжке, что усилило и без того мощную подачу.
Годы выступлений в женском туре, где большинство игроков предпочитали игру с задней линии, сделали манеру самой Навратиловой более консервативной. Вернуться к атакующему теннису с постоянными выходами к сетке она смогла благодаря Эстепу, постоянно акцентировавшему этот аспект игры. Эстеп также помог ей лучше понять, какое неудобство соперницам доставляет тот факт, что она левша и что её лучшие удары им приходится отбивать закрытой ракеткой. Благодаря Эстепу продолжились улучшения в игре закрытой ракеткой самой Навратиловой — под его руководством она укоротила этот удар и полностью отказалась от использования бэкхенда в игре по высоким мячам, вместо этого оббегая их траекторию, чтобы нанести удар открытой ракеткой.
Хотя Навратилова в целом зарекомендовала себя сильным игроком и хорошим партнёром в парных соревнованиях, свои лучшие результаты она показывала в паре с Пэм Шрайвер. Это была оптимальная пара: она состояла из правши и левши, стабильного игрока с задней линии и более авантюрной, исповедующей атакующий теннис спортсменки, и соперницы не могли приноровиться к их игре. В то же время Мартина и Пэм прекрасно понимали друг друга и взаимодействовали на интуитивном уровне, редко мешая партнёрше на корте. Между ними также установились крепкие дружеские отношения, и ошибки в игре не приводили к взаимным обвинениям.

## Достижения и признание
Занималась профессиональным теннисом с 1975 по 2006 год (с перерывом во второй половине 1990-х годов). За эти годы в одиночном разряде одержала 87 % побед (баланс побед и поражений 1442—219), в парном — 84 % (747—143). С 1976 по 1994 год ежегодно завершала сезон в числе 10 сильнейших теннисисток мира в одиночном разряде, в том числе с 1982 по 1986 год — на первом месте в рейтинге. В общей сложности стала обладательницей 59 чемпионских званий в турнирах Большого шлема — второй показатель в истории тенниса после Маргарет Корт (64). Остаётся одной из трёх, наряду с Корт и Дорис Харт, обладательниц полного комплекта чемпионских званий во всех трёх разрядах — одиночном, женском парном и смешанном парном — в истории. Навратилова также входит в число немногих теннисисток, которым удавалось стать абсолютными чемпионками США, выиграв во всех трёх разрядах в один год; её достижение датируется 1987 годом и стало третьим за историю турнира (после Корт и Билли Джин Кинг). С 1975 по 1992 год 25 раз играла в финалах итогового турнира года, одержав 11 побед из 11 возможных в парном разряде и 8 побед при 6 поражениях в одиночном. Статистика Навратиловой в Кубке Федерации оставалась безукоризненной до 2004 года, когда она проиграла один матч в парном разряде. Итоговый баланс её побед и поражений в этом турнире составляет 20-0 в одиночном и 20-1 в парном разряде, она завоевала главный трофей в 1975 году со сборной ЧССР и в 1982, 1985 и 1989 годах со сборной США.
Навратиловой в разное время принадлежал ряд рекордных достижений в женском теннисе, некоторые из которых не превзойдены до сих пор. Она была рекордсменкой женского профессионального тура по количеству недель в ранге первой ракетки мира в одиночном разряде (331, с тех пор рекорд превзошла только Штеффи Граф с 377 неделями) и остаётся рекордсменкой по количеству недель в качестве первой ракетки мира в парном разряде (237, в том числе 191 подряд, что тоже остаётся непобитым рекордом). Ей принадлежат непобитые рекорды по количеству титулов в одиночном (167) и женском парном (177) разрядах. Она остаётся также рекордсменкой по суммарному количеству выигранных матчей (2189). Не превзойдена продолжительность её беспроигрышных серий: в одиночном разряде — 74 матча подряд, в паре со Шрайвер — 109 матчей подряд. В 1984 году продемонстрировала рекордную результативность в рамках одного сезона — в 87 матчах потерпела лишь одно поражение (98,9 % побед).
Навратилова и Пэм Шрайвер остаются единственными в истории обладательницами классического (календарного) Большого шлема в женском парном разряде. Хотя в одиночном разряде Навратиловой не удалось завоевать классический Большой шлем, ей принадлежит самая длинная в истории серия побед в турнирах Большого шлема в этом разряде — 6 подряд, с Уимблдонского турнира 1983 года по Открытый чемпионат США 1984 года. Абсолютным рекордом (как среди женщин, так и среди мужчин) являются также девять побед Навратиловой в одиночном разряде на Уимблдонском турнире. В сумме она завоевала на Уимблдоне 20 титулов, повторив рекорд, ранее установленный Кинг. На всех турнирах Большого шлема они со Шрайвер побеждали 20 раз и также являются совладелицами рекорда, который ранее установили Маргарет Осборн-Дюпон и Луиза Браф. В числе непревзойдённых рекордов Навратиловой — 8 чемпионских титулов в итоговом турнире года в одиночном разряде.
Семь раз (1978—1979, 1982—1986) признавалась игроком года WTA и дважды становилась спортсменкой года по версии «Ассошиэйтед Пресс». В 2000 году стала членом Международного зала теннисной славы. В 1994 году удостоена премии принца Астурийского. В 1998 году награждена чешской медалью «За заслуги» I степени, а в 2023 году Серебряной медалью председателя Сената Чехии. В 2018 году изображение Навратиловой появилось на памятной монете, выпущенной монетным двором Чехии.

## Выступления на турнирах
| Рейтинг WTA в конце года — одиночный разряд | Рейтинг WTA в конце года — одиночный разряд | Рейтинг WTA в конце года — одиночный разряд | Рейтинг WTA в конце года — одиночный разряд | Рейтинг WTA в конце года — одиночный разряд |
| ------------------------------------------- | ------------------------------------------- | ------------------------------------------- | ------------------------------------------- | ------------------------------------------- |
| 1975                                        |                                             |                                             | 3                                           |                                             |
| 1976                                        |                                             |                                             | 4                                           |                                             |
| 1977                                        |                                             |                                             | 3                                           |                                             |
| 1978                                        |                                             |                                             | 2                                           |                                             |
| 1979                                        |                                             |                                             | 1                                           |                                             |
| 1980                                        |                                             |                                             | 3                                           |                                             |
| 1981                                        |                                             |                                             | 3                                           |                                             |
| 1982                                        |                                             |                                             | 1                                           |                                             |
| 1983                                        |                                             |                                             | 1                                           |                                             |
| 1984                                        |                                             |                                             | 1                                           |                                             |
| 1985                                        |                                             |                                             | 1                                           |                                             |
| 1986                                        |                                             |                                             | 1                                           |                                             |
| 1987                                        |                                             |                                             | 2                                           |                                             |
| 1988                                        |                                             |                                             | 2                                           |                                             |
| 1989                                        |                                             |                                             | 2                                           |                                             |
| 1990                                        |                                             |                                             | 3                                           |                                             |
| 1991                                        |                                             |                                             | 4                                           |                                             |
| 1992                                        |                                             |                                             | 5                                           |                                             |
| 1993                                        |                                             |                                             | 3                                           |                                             |
| 1994                                        |                                             |                                             | 8                                           |                                             |
| источник: Рейтинг на сайте WTA              |                                             |                                             |                                             |                                             |

| Рейтинг WTA в конце года — парный разряд | Рейтинг WTA в конце года — парный разряд | Рейтинг WTA в конце года — парный разряд | Рейтинг WTA в конце года — парный разряд | Рейтинг WTA в конце года — парный разряд |
| ---------------------------------------- | ---------------------------------------- | ---------------------------------------- | ---------------------------------------- | ---------------------------------------- |
| 1986                                     |                                          |                                          | 1                                        |                                          |
| 1987                                     |                                          |                                          | 1                                        |                                          |
| 1988                                     |                                          |                                          | 1                                        |                                          |
| 1989                                     |                                          |                                          | 1                                        |                                          |
| 1990                                     |                                          |                                          | 4                                        |                                          |
| 1991                                     |                                          |                                          | 6                                        |                                          |
| 1992                                     |                                          |                                          | 9                                        |                                          |
| 1993                                     |                                          |                                          | 11                                       |                                          |
| 1994                                     |                                          |                                          | 5                                        |                                          |
| ------                                   |                                          |                                          | ----                                     |                                          |
| 2000                                     |                                          |                                          | 66                                       |                                          |
| 2001                                     |                                          |                                          | 45                                       |                                          |
| 2002                                     |                                          |                                          | 72                                       |                                          |
| 2003                                     |                                          |                                          | 6                                        |                                          |
| 2004                                     |                                          |                                          | 12                                       |                                          |
| 2005                                     |                                          |                                          | 21                                       |                                          |
| 2006                                     |                                          |                                          | 21                                       |                                          |
| источник: Рейтинг на сайте WTA           |                                          |                                          |                                          |                                          |

### Одиночный разряд

#### Финалы турниров Большого шлема в одиночном разряде (18-14)
| Результат | Год  | Турнир                           | Соперница в финале    | Счёт в финале       |
| --------- | ---- | -------------------------------- | --------------------- | ------------------- |
| Поражение | 1975 | Открытый чемпионат Австралии     | Ивонн Гулагонг        | 3-6, 2-6            |
| Поражение | 1975 | Открытый чемпионат Франции       | Крис Эверт            | 6-2, 2-6, 1-6       |
| Победа    | 1978 | Уимблдонский турнир              | Крис Эверт            | 2-6, 6-4, 7-5       |
| Победа    | 1979 | Уимблдонский турнир (2)          | Крис Эверт            | 6-4, 6-4            |
| Поражение | 1981 | Открытый чемпионат США           | Трэйси Остин          | 6-1, 6-7(4), 6-7(1) |
| Победа    | 1981 | Открытый чемпионат Австралии     | Крис Эверт Ллойд      | 6-7(4), 6-4, 7-5    |
| Победа    | 1982 | Открытый чемпионат Франции       | Андреа Йегер          | 7-6(6), 6-1         |
| Победа    | 1982 | Уимблдонский турнир (3)          | Крис Эверт Ллойд      | 6-1, 3-6, 6-2       |
| Поражение | 1982 | Открытый чемпионат Австралии     | Крис Эверт Ллойд      | 3-6, 6-2, 3-6       |
| Победа    | 1983 | Уимблдонский турнир (4)          | Андреа Йегер          | 6-0, 6-3            |
| Победа    | 1983 | Открытый чемпионат США           | Крис Эверт Ллойд      | 6-1, 6-3            |
| Победа    | 1983 | Открытый чемпионат Австралии (2) | Кэти Джордан          | 6-2, 7-6(5)         |
| Победа    | 1984 | Открытый чемпионат Франции (2)   | Крис Эверт Ллойд      | 6-3, 6-1            |
| Победа    | 1984 | Уимблдонский турнир (5)          | Крис Эверт Ллойд      | 7-6(5), 6-2         |
| Победа    | 1984 | Открытый чемпионат США (2)       | Крис Эверт Ллойд      | 4-6, 6-4, 6-4       |
| Поражение | 1985 | Открытый чемпионат Франции       | Крис Эверт Ллойд      | 3-6, 7-6, 5-7       |
| Победа    | 1985 | Уимблдонский турнир (6)          | Крис Эверт Ллойд      | 4-6, 6-3, 6-2       |
| Поражение | 1985 | Открытый чемпионат США           | Гана Мандликова       | 6-7, 6-1, 6-7       |
| Победа    | 1985 | Открытый чемпионат Австралии (3) | Крис Эверт Ллойд      | 6-2, 4-6, 6-2       |
| Поражение | 1986 | Открытый чемпионат Франции       | Крис Эверт Ллойд      | 6-2, 3-6, 3-6       |
| Победа    | 1986 | Уимблдонский турнир (7)          | Гана Мандликова       | 7-6(1), 6-3         |
| Победа    | 1986 | Открытый чемпионат США (3)       | Гелена Сукова         | 6-3, 6-1            |
| Поражение | 1987 | Открытый чемпионат Австралии     | Гана Мандликова       | 5-7, 6-7(1)         |
| Поражение | 1987 | Открытый чемпионат Франции       | Штеффи Граф           | 4-6, 6-4, 6-8       |
| Победа    | 1987 | Уимблдонский турнир (8)          | Штеффи Граф           | 7-5, 6-3            |
| Победа    | 1987 | Открытый чемпионат США (4)       | Штеффи Граф           | 7-6(4), 6-1         |
| Поражение | 1988 | Уимблдонский турнир              | Штеффи Граф           | 7-5, 2-6, 1-6       |
| Поражение | 1989 | Уимблдонский турнир              | Штеффи Граф           | 2-6, 7-6(1), 1-6    |
| Поражение | 1989 | Открытый чемпионат США           | Штеффи Граф           | 6-3, 5-7, 1-6       |
| Победа    | 1990 | Уимблдонский турнир (9)          | Зина Гаррисон Джексон | 6-4, 6-1            |
| Поражение | 1991 | Открытый чемпионат США           | Моника Селеш          | 6-7(1), 1-6         |
| Поражение | 1994 | Уимблдонский турнир              | Кончита Мартинес      | 4-6, 6-3, 3-6       |

Примечание: Открытый чемпионат Австралии проводился в начале сезона до 1977 года и с 1987 года и в конце сезона в 1977—1985 годах; таким образом, в 1977 году турнир проводился дважды, а в 1986 году ни разу

#### Финалы итоговых турниров в одиночном разряде (10—8)
| Результат | №   | Год      | Турнир                                      | Соперница в финале   | Счёт в финале      |
| --------- | --- | -------- | ------------------------------------------- | -------------------- | ------------------ |
| Поражение | 1.  | 1975     | Чемпионат Virginia Slims, Лос-Анджелес, США | Крис Эверт           | 4-6, 2-6           |
| Победа    | 1.  | 1978     | Чемпионат Virginia Slims, Окленд, США       | Ивонн Гулагонг-Коули | 7-6(0), 6-4        |
| Поражение | 2.  | 1978     | Чемпионат Colgate, Палм-Спрингс, США        | Крис Эверт           | 3-6, 3-6           |
| Победа    | 2.  | 1979     | Чемпионат Avon, Нью-Йорк, США               | Трэйси Остин         | 6-3, 3-6, 6-2      |
| Победа    | 3.  | 1979     | Чемпионат Colgate, Ландовер, Мэриленд, США  | Трэйси Остин         | 6-2, 6-1           |
| Поражение | 3.  | 1980     | Чемпионат Avon, Нью-Йорк                    | Трэйси Остин         | 2-6, 6-2, 2-6      |
| Победа    | 4.  | 1981     | Чемпионат Avon, Нью-Йорк                    | Андреа Йегер         | 6-3, 7-6(3)        |
| Поражение | 4.  | 1981     | Чемпионат Toyota, Ист-Ратерфорд, США        | Трэйси Остин         | 6-2, 4-6, 2-6      |
| Поражение | 5.  | 1982     | Чемпионат Avon, Нью-Йорк                    | Сильвия Ханика       | 6-1, 3-6, 4-6      |
| Победа    | 5.  | 1982     | Чемпионат Toyota, Ист-Ратерфорд             | Крис Эверт Ллойд     | 4-6, 6-1, 6-2      |
| Победа    | 6.  | 1983     | Чемпионат Virginia Slims, Нью-Йорк          | Крис Эверт Ллойд     | 6-2, 6-0           |
| Победа    | 7.  | 1984     | Чемпионат Virginia Slims, Нью-Йорк          | Крис Эверт Ллойд     | 6-3, 7-5, 6-1      |
| Победа    | 8.  | 1985     | Чемпионат Virginia Slims, Нью-Йорк          | Гелена Сукова        | 6-3, 7-5, 6-4      |
| Победа    | 9.  | 1986     | Чемпионат Virginia Slims, Нью-Йорк          | Гана Мандликова      | 6-2, 6-0, 3-6, 6-1 |
| Победа    | 10. | 1986 (2) | Чемпионат Virginia Slims, Нью-Йорк          | Штеффи Граф          | 7-6(6), 6-3, 6-2   |
| Поражение | 6.  | 1989     | Чемпионат Virginia Slims, Нью-Йорк          | Штеффи Граф          | 4-6, 5-7, 6-2, 2-6 |
| Поражение | 7.  | 1991     | Чемпионат Virginia Slims, Нью-Йорк          | Моника Селеш         | 4-6, 6-3, 5-7, 0-6 |
| Поражение | 8.  | 1992     | Чемпионат Virginia Slims, Нью-Йорк          | Моника Селеш         | 5-7, 3-6, 1-6      |

Примечание: с 1977 по 1982 в женском профессиональном туре разыгрывались два итоговых чемпионата весной и осенью/зимой

#### История выступлений в турнирах Большого шлема в одиночном разряде
| Турнир                       | 1973 | 1974 | 1975 | 1976 | 1977 | 1978 | 1979 | 1980 | 1981 | 1982 | 1983 | 1984 | 1985 | 1986 | 1987 | 1988 | 1989 | 1990 | 1991 | 1992 | 1993 | 1994 | 2004 | Число титулов |
| ---------------------------- | ---- | ---- | ---- | ---- | ---- | ---- | ---- | ---- | ---- | ---- | ---- | ---- | ---- | ---- | ---- | ---- | ---- | ---- | ---- | ---- | ---- | ---- | ---- | ------------- |
| Открытый чемпионат Австралии | -    | -    | Ф    | -    | -    | -    | -    | 1/2  | П    | Ф    | П    | 1/2  | П    | НП   | Ф    | 1/2  | 1/4  | -    | -    | -    | -    | -    | -    | 3             |
| Открытый чемпионат Франции   | 1/4  | 1/4  | Ф    | -    | -    | -    | -    | -    | 1/4  | П    | 4Р   | П    | Ф    | Ф    | Ф    | 4Р   | -    | -    | -    | -    | -    | 2Р   | 1Р   | 2             |
| Уимблдонский турнир          | 4Р   | 2Р   | 1/4  | 1/2  | 1/4  | П    | П    | 1/2  | 1/2  | П    | П    | П    | П    | П    | П    | Ф    | Ф    | П    | 1/4  | 1/2  | 1/2  | Ф    | 2Р   | 9             |
| Открытый чемпионат США       | 3Р   | 2Р   | 1/2  | 2Р   | 1/2  | 1/2  | 1/2  | 4Р   | Ф    | 1/4  | П    | П    | Ф    | П    | П    | 1/4  | Ф    | 4Р   | Ф    | 3Р   | 4Р   | -    | -    | 4             |

### Женский парный разряд

#### Финалы турниров Большого шлема в женском парном разряде (31-6)
| Результат | Год  | Турнир                           | Покрытие | Партнёрша          | Соперницы в финале                  | Счёт в финале    |
| --------- | ---- | -------------------------------- | -------- | ------------------ | ----------------------------------- | ---------------- |
| Победа    | 1975 | Открытый чемпионат Франции       | Грунт    | Крис Эверт         | Ольга Морозова Джули Энтони         | 6-3, 6-2         |
| Победа    | 1976 | Уимблдонский турнир              | Трава    | Крис Эверт         | Билли Джин Кинг Бетти Стове         | 6-1, 3-6, 7-5    |
| Поражение | 1977 | Уимблдонский турнир              | Трава    | Бетти Стове        | Хелен Гурлей Джоанн Расселл         | 3-6, 3-6         |
| Победа    | 1977 | Открытый чемпионат США           | Грунт    | Бетти Стове        | Рене Ричардс Бетти Энн Грабб Стюарт | 6-1, 7-6         |
| Победа    | 1978 | Открытый чемпионат США (2)       | Хард     | Билли Джин Кинг    | Керри Рид Венди Тёрнбулл            | 7-6, 6-4         |
| Победа    | 1979 | Уимблдонский турнир (2)          | Трава    | Билли Джин Кинг    | Бетти Стове Венди Тёрнбулл          | 5-7, 6-3, 6-2    |
| Поражение | 1979 | Открытый чемпионат США           | Хард     | Билли Джин Кинг    | Бетти Стове Венди Тёрнбулл          | 4-6, 3-6         |
| Победа    | 1980 | Открытый чемпионат США (3)       | Хард     | Билли Джин Кинг    | Бетти Стове Пэм Шрайвер             | 7-6, 7-5         |
| Победа    | 1980 | Открытый чемпионат Австралии     | Трава    | Бетси Нагельсен    | Энн Киёмура Кэнди Рейнольдс         | 6-4, 6-4         |
| Победа    | 1981 | Уимблдонский турнир (3)          | Трава    | Пэм Шрайвер        | Кэти Джордан Энн Смит               | 6-3, 7-6(6)      |
| Поражение | 1981 | Открытый чемпионат Австралии     | Трава    | Пэм Шрайвер        | Кэти Джордан Энн Смит               | 2-6, 5-7         |
| Победа    | 1982 | Открытый чемпионат Франции (2)   | Грунт    | Энн Смит           | Розмари Казалс Венди Тёрнбулл       | 6-3, 6-4         |
| Победа    | 1982 | Уимблдонский турнир (4)          | Трава    | Пэм Шрайвер        | Кэти Джордан Энн Смит               | 6-4, 6-1         |
| Победа    | 1982 | Открытый чемпионат Австралии (2) | Трава    | Пэм Шрайвер        | Клаудиа Коде-Кильш Ева Пфафф        | 6-4, 6-2         |
| Победа    | 1983 | Уимблдонский турнир (5)          | Трава    | Пэм Шрайвер        | Розмари Казалс Венди Тёрнбулл       | 6-2, 6-2         |
| Победа    | 1983 | Открытый чемпионат США (4)       | Хард     | Пэм Шрайвер        | Кэнди Рейнольдс Розалин Фэрбенк     | 6-7(7), 6-1, 6-3 |
| Победа    | 1983 | Открытый чемпионат Австралии (3) | Трава    | Пэм Шрайвер        | Венди Тёрнбулл Энн Хоббс            | 6-4, 6-7, 6-2    |
| Победа    | 1984 | Открытый чемпионат Франции (3)   | Грунт    | Пэм Шрайвер        | Клаудиа Коде-Кильш Гана Мандликова  | 5-7, 6-3, 6-2    |
| Победа    | 1984 | Уимблдонский турнир (6)          | Трава    | Пэм Шрайвер        | Кэти Джордан Энн Смит               | 6-3, 6-4         |
| Победа    | 1984 | Открытый чемпионат США (5)       | Хард     | Пэм Шрайвер        | Венди Тёрнбулл Энн Хоббс            | 6-2, 6-4         |
| Победа    | 1984 | Открытый чемпионат Австралии (4) | Трава    | Пэм Шрайвер        | Клаудиа Коде-Кильш Гелена Сукова    | 6-3, 6-4         |
| Победа    | 1985 | Открытый чемпионат Франции (4)   | Грунт    | Пэм Шрайвер        | Клаудиа Коде-Кильш Гелена Сукова    | 4-6, 6-2, 6-2    |
| Поражение | 1985 | Уимблдонский турнир              | Трава    | Пэм Шрайвер        | Кэти Джордан Элизабет Смайли        | 7-5, 3-6, 4-6    |
| Поражение | 1985 | Открытый чемпионат США           | Хард     | Пэм Шрайвер        | Клаудиа Коде-Кильш Гелена Сукова    | 7-6(5), 2-6, 3-6 |
| Победа    | 1985 | Открытый чемпионат Австралии (5) | Трава    | Пэм Шрайвер        | Клаудиа Коде-Кильш Гелена Сукова    | 6-3, 6-4         |
| Победа    | 1986 | Открытый чемпионат Франции (5)   | Грунт    | Андреа Темешвари   | Штеффи Граф Габриэла Сабатини       | 6-1, 6-2         |
| Победа    | 1986 | Уимблдонский турнир (7)          | Трава    | Пэм Шрайвер        | Гана Мандликова Венди Тёрнбулл      | 6-1, 6-3         |
| Победа    | 1986 | Открытый чемпионат США (6)       | Хард     | Пэм Шрайвер        | Гана Мандликова Венди Тёрнбулл      | 6-4, 3-6, 6-3    |
| Победа    | 1987 | Открытый чемпионат Австралии (6) | Трава    | Пэм Шрайвер        | Зина Гаррисон Лори Макнил           | 6-1, 6-0         |
| Победа    | 1987 | Открытый чемпионат Франции (6)   | Грунт    | Пэм Шрайвер        | Штеффи Граф Габриэла Сабатини       | 6-2, 6-1         |
| Победа    | 1987 | Открытый чемпионат США (7)       | Хард     | Пэм Шрайвер        | Кэти Джордан Элизабет Смайли        | 5-7, 6-4, 6-2    |
| Победа    | 1988 | Открытый чемпионат Австралии (7) | Хард     | Пэм Шрайвер        | Венди Тёрнбулл Крис Эверт           | 6-0, 7-5         |
| Победа    | 1988 | Открытый чемпионат Франции (7)   | Грунт    | Пэм Шрайвер        | Клаудиа Коде-Кильш Гелена Сукова    | 6-2, 7-5         |
| Победа    | 1989 | Открытый чемпионат Австралии (8) | Хард     | Пэм Шрайвер        | Патти Фендик Джилл Хетерингтон      | 3-6, 6-3, 6-2    |
| Победа    | 1989 | Открытый чемпионат США (8)       | Хард     | Гана Мандликова    | Мэри-Джо Фернандес Пэм Шрайвер      | 5-7, 6-4, 6-4    |
| Победа    | 1990 | Открытый чемпионат США (9)       | Хард     | Джиджи Фернандес   | Яна Новотна Гелена Сукова           | 6-2, 6-4         |
| Поражение | 2003 | Открытый чемпионат США           | Хард     | Светлана Кузнецова | Вирхиния Руано Паола Суарес         | 2-6, 3-6         |

Примечание: Открытый чемпионат Австралии проводился в начале сезона до 1977 года и с 1987 года и в конце сезона в 1977—1985 годах; таким образом, в 1977 году турнир проводился дважды, а в 1986 году ни разу

#### Финалы итоговых турниров в женском парном разряде (11-0)
| Результат | №   | Год      | Место проведения | Партнёрша       | Соперницы в финале                      | Счёт в финале       |
| --------- | --- | -------- | ---------------- | --------------- | --------------------------------------- | ------------------- |
| Победа    | 1.  | 1980     | Нью-Йорк, США    | Билли Джин Кинг | Розмари Казалс Венди Тёрнбулл           | 6-3, 4-6, 6-3       |
| Победа    | 2.  | 1981     | Нью-Йорк         | Пэм Шрайвер     | Барбара Поттер Шэрон Уолш               | 6-0, 7-6(6)         |
| Победа    | 3.  | 1982     | Нью-Йорк         | Пэм Шрайвер     | Кэти Джордан Энн Смит                   | 6-4, 6-3            |
| Победа    | 4.  | 1983     | Нью-Йорк         | Пэм Шрайвер     | Клаудиа Коде-Кильш Ева Пфафф            | 7-5, 6-2            |
| Победа    | 5.  | 1984     | Нью-Йорк         | Пэм Шрайвер     | Джо Дьюри Энн Киёмура                   | 6-3, 6-1            |
| Победа    | 6.  | 1985     | Нью-Йорк         | Пэм Шрайвер     | Клаудиа Коде-Кильш Гелена Сукова        | 6-7(4), 6-4, 7-6(5) |
| Победа    | 7.  | 1986 (2) | Нью-Йорк         | Пэм Шрайвер     | Клаудиа Коде-Кильш Гелена Сукова        | 7-6(1), 6-3         |
| Победа    | 8.  | 1987     | Нью-Йорк         | Пэм Шрайвер     | Клаудиа Коде-Кильш Гелена Сукова        | 6-1, 6-1            |
| Победа    | 9.  | 1988     | Нью-Йорк         | Пэм Шрайвер     | Лариса Савченко Наталья Зверева         | 6-3, 6-4            |
| Победа    | 10. | 1989     | Нью-Йорк         | Пэм Шрайвер     | Лариса Савченко-Нейланд Наталья Зверева | 6-3, 6-2            |
| Победа    | 11. | 1991     | Нью-Йорк         | Пэм Шрайвер     | Джиджи Фернандес Яна Новотна            | 4-6, 7-5, 6-4       |

### Смешанный парный разряд

#### Финалы турниров Большого шлема в смешанном парном разряде (10-6)
| Результат | Год  | Турнир                         | Покрытие | Партнёр         | Соперники в финале               | Счёт в финале        |
| --------- | ---- | ------------------------------ | -------- | --------------- | -------------------------------- | -------------------- |
| Победа    | 1974 | Открытый чемпионат Франции     | Грунт    | Иван Молина     | Роса Мария Дармон Марсело Лара   | 6-3, 6-3             |
| Победа    | 1985 | Открытый чемпионат Франции (2) | Грунт    | Хайнц Гюнтхардт | Пола Смит Франсиско Гонсалес     | 2-6, 6-3, 6-2        |
| Победа    | 1985 | Уимблдонский турнир            | Трава    | Пол Макнами     | Элизабет Смайли Джон Фицджеральд | 7-5, 4-6, 6-2        |
| Победа    | 1985 | Открытый чемпионат США         | Хард     | Хайнц Гюнтхардт | Элизабет Смайли Джон Фицджеральд | 6-3, 6-4             |
| Поражение | 1986 | Уимблдонский турнир            | Трава    | Хайнц Гюнтхардт | Кэти Джордан Кен Флэк            | 3-6, 6-7(7)          |
| Поражение | 1986 | Открытый чемпионат США         | Хард     | Питер Флеминг   | Рафаэлла Реджи Серхио Касаль     | 4-6, 4-6             |
| Победа    | 1987 | Открытый чемпионат США (2)     | Хард     | Эмилио Санчес   | Бетси Нагельсен Пол Аннакон      | 6-4, 6-7(6), 7-6(12) |
| Поражение | 1988 | Открытый чемпионат Австралии   | Хард     | Тим Галликсон   | Яна Новотна Джим Пью             | 7-5, 2-6, 4-6        |
| Победа    | 1993 | Уимблдонский турнир (2)        | Трава    | Марк Вудфорд    | Манон Боллеграф Том Нейссен      | 6-3, 6-4             |
| Поражение | 1993 | Открытый чемпионат США         | Хард     | Марк Вудфорд    | Гелена Сукова Тодд Вудбридж      | 3-6, 6-7(6)          |
| Победа    | 1995 | Уимблдонский турнир (3)        | Трава    | Джонатан Старк  | Джиджи Фернандес Цирил Сук       | 6-4, 6-4             |
| Победа    | 2003 | Открытый чемпионат Австралии   | Хард     | Леандер Паес    | Элени Данилиду Тодд Вудбридж     | 6-4, 7-5             |
| Победа    | 2003 | Уимблдонский турнир (4)        | Трава    | Леандер Паес    | Анастасия Родионова Энди Рам     | 6-3, 6-3             |
| Поражение | 2004 | Открытый чемпионат Австралии   | Хард     | Леандер Паес    | Елена Бовина Ненад Зимонич       | 1-6, 6-7(3)          |
| Поражение | 2005 | Открытый чемпионат Франции     | Грунт    | Леандер Паес    | Даниэла Гантухова Фабрис Санторо | 6-3, 3-6, 2-6        |
| Победа    | 2006 | Открытый чемпионат США (3)     | Хард     | Боб Брайан      | Квета Пешке Мартин Дамм          | 6-2, 6-3             |

## Деятельность за пределами корта и общественная позиция
В 1985 году совместно с Джорджем Векси выпустила автобиографию «Мартина». Позже в соавторстве с Лиз Никлз издала серию детективов, общим героем которых выступает бывший теннисист Джордан Майлз, ставший частным сыщиком: The Total Zone (1994), Breaking Point (1996) и Killer Instinct (1997). В 1980-е годы вместе со своей тогдашней возлюбленной Джуди Нельсон открыла фирму, выпускающую одежду, но это предприятие не добилось серьёзных успехов. После повторного завершения игровой карьеры начала работу комментатором, сотрудничала, в частности, с Би-би-си и спортивными станциями BT Sport и Tennis Channel. Активно пропагандирует спортивный образ жизни. В 2014—2015 годах входила в тренерскую команду Агнешки Радваньской.
Деятельно участвует в защите прав представителей сообщества ЛГБТ, в частности, была одной из участниц Вашингтонского марша 1993 года, где выступала перед полумиллионной аудиторией. Входила в число ключевых выступающих также на Вашингтонском марше 2000 года. С 1992 года принимала активное участие в борьбе за отмену поправки в законодательство штата Колорадо, ограничивавшей гражданские права гомосексуалов, которую в итоге в 1994 году отменил как противоречащую конституции Верховный суд США. С 1995 года выступала как пресс-секретарь благотворительного фонда Rainbow Endowment, занимающегося сбором средств для лесбийских культурных и правозащитных организаций. Несмотря на это, стала объектом резкой критики и обвинений в трансфобии, когда поставила под сомнение спортивную сторону выступлений транс-женщин, не прошедших операцию по смене пола (в частности, велогонщицы Вероники Айви), в женских соревнованиях. О конфликте Навратиловой с трансгендерным сообществом телекомпанией Би-би-си был снят документальный фильм The Trans Women Athlete Dispute with Martina Navratilova, в котором Навратилова, в частности, отказывалась от использования термина «цис». Это было подвергнуто критике, как цисгендеризм.
Выступала также в защиту прав животных и поддерживала различные природоохранные проекты. Во внутренней политике проявила себя как сторонница демократов: в ходе президентских выборов 2016 года поддерживала кандидатуру Хиллари Клинтон и отрицательно отзывалась о Дональде Трампе. Продолжала критиковать Трампа и в дальнейшем, а в ходе предвыборной кампании 2023—2024 годов атаковала в социальных сетях республиканского кандидата Вивека Рамасвами.

## Личная жизнь
Навратилова первой из спортсменок мирового уровня открыто призналась, что она лесбиянка. В автобиографии она пишет, что осознала, что тянется к женщинам больше, чем к мужчинам, во время первых поездок в США. Первой постоянной партнёршей Навратиловой стала гольфистка Сандра Хейни, с которой она жила вместе с 1976 года на протяжении почти трёх лет. Её следующей подругой стала писательница Рита Мэй Браун, позже охарактеризовавшая их роман как «спринт». В период связи Навратилова и Браун проживали вместе в большой усадьбе в окрестностях Шарлотсвилла (Виргиния), носившей название «Флордон». В доме был собственный небольшой спортзал, но на теннисные тренировки Навратилова ездила в близлежащий Виргинский университет. Согласно автобиографии Нэнси Либерман, разрыв между теннисисткой и Браун был настолько бурным, что писательница схватилась за ружьё и случайно прострелила пассажирское сиденье и лобовое стекло машины, на которой уезжала Навратилова.
До получения гражданства США Навратилова старалась не афишировать свою ориентацию, опасаясь, что «скандальный» образ жизни станет причиной отказа. Она также подала заявление на получение гражданства не в Виргинии, где в это время проживала с Браун, но где гомосексуальные связи были официально незаконными, а в Калифорнии, однако её опасения оказались беспочвенными: на иммиграционного чиновника её сообщение о бисексуальной ориентации не произвело никакого впечатления. Информация о её гомосексуальности просочилась в прессу летом 1981 года, вскоре после получения гражданства, на фоне разрыва с очередной подругой.
Позже, будучи первой ракеткой мира в середине 1980-х годов, Навратилова уже́ открыто демонстрировала свои отношения с близкими подругами, в том числе проживая с семьёй своей партнёрши Джуди Нельсон в Форт-Уэрте (Техас). Позже их общий дом в стиле ар-деко, фотографии которого появились в журнале Architectural Digest, стал для Мартины предметом личной гордости. Она также приобрела для себя и подруги недвижимость на горнолыжном курорте Аспен в Колорадо (этот дом она продала в 2005 году, когда переехала жить в Сарасоту во Флориде). Теннисный журналист Фрэнк Дефорд пишет, что открытые сексуальные предпочтения Навратиловой, которые, скорее всего, никак не повлияли бы на её публичный имидж в 1960-е годы, в более консервативные 1980-е восстановили против неё заметную часть публики. Даже его коллеги, признавая её таланты как спортсменки, не готовы были положительно отзываться о её характере и таких её чертах, как ум и доброта. Навратилова неоднократно жаловалась на то, что с ней заключают мало спонсорских контрактов, и пыталась изменить это, став клиенткой влиятельного агентства IMG. Её популярности у публики препятствовало и то обстоятельство, что она была основной соперницей, а затем и превзошла всеобщую любимицу Крис Эверт. Эверт, напротив, оставшись на несколько лет единственной, кто мог бороться с Навратиловой на равных, стала кумиром для многих консерваторов и гомофобов, хотя ни разу не осудила сексуальные предпочтения соперницы.
Связь теннисистки с Джуди Нельсон продолжалась семь с половиной лет, и после разрыва в 1991 году Навратиловой с трудом удалось избежать судебного процесса по иску об алиментах. В ходе переговоров обе стороны консультировала Браун, впоследствии сама ставшая партнёршей Нельсон. Одна из последующих партнёрш Навратиловой, американка Тони Лейтон, по окончании продлившегося восемь лет романа подала в суд, требуя многомиллионную компенсацию за «эмоциональную, психологическую и физическую травму», вызванную расставанием. В 2009 году было заявлено об обручении спортсменки с бывшей Вице-мисс СССР, занявшей 3-е место на конкурсе красоты «Мисс Вселенная — 1991» Юлией Лемиговой. В сентябре 2014 года во время проведения Открытого чемпионата США Навратилова предложила ей официально оформить свои отношения. Свадьба состоялась в декабре того же года в Нью-Йорке. В августе 2024 года Навратилова объявила, что они с супругой усыновили двух мальчиков.
Несмотря на яростное соперничество Навратиловой и Эверт на протяжении большой части их карьер, вне корта они оставались близкими подругами, делясь секретами и проводя много времени вместе. Именно Навратилова, когда Эверт находилась в процессе развода с Джоном Ллойдом в конце 1986 года, познакомила подругу с её будущим вторым мужем — Энди Миллом. Нэнси Либерман пыталась изменить отношение Навратиловой к Эверт, заставить её видеть в сопернице врага и ненавидеть её если не в повседневной жизни, то хотя бы на корте, но этот радикальный подход так и не нашёл отклика у теннисистки. После того как Эверт завершила выступления, Навратилова сказала, что история их отношений на корте и за его пределами делает Крис самым близким для неё человеком.

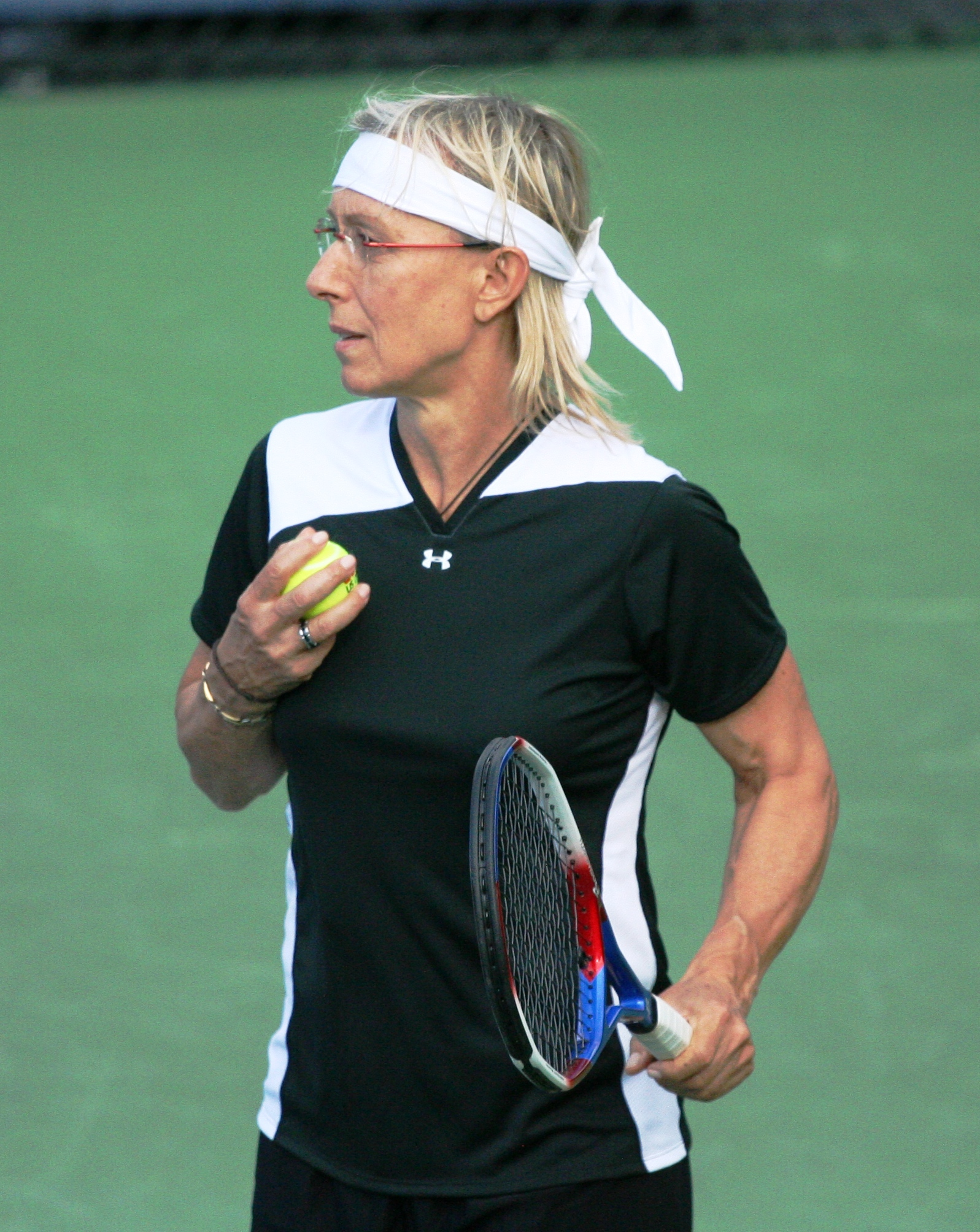
Навратилова в 2010 году

Хотя в юности Навратилова была любительницей фастфуда и страдала от лишнего веса, её диета постепенно менялась: вначале она отказалась от красного мяса, затем от любого мяса, включая птицу, а затем от молочных продуктов. В 2003 году, в возрасте 46 лет, она перешла на сыроедение. Продолжала вести активный образ жизни после завершения игровой карьеры: занималась горнолыжным спортом, сноубордом, играла в хоккей за команду чемпионок штата среди женщин. Помимо чешского и английского, говорит на русском, немецком и французском языках.
К 1985 году у спортсменки начались проблемы со зрением, у неё были диагностированы близорукость и астигматизм. С тех пор она начала носить очки, в том числе на корте. В апреля 2010 года Навратилова сообщила журналистам, что проходит курс лечения от обнаруженного в ранней стадии рака молочной железы. Она прошла успешную лампэктомию, однако в начале 2023 года у неё был вторично диагностирован рак молочной железы и одновременно рак гортани, оба также в ранней стадии. Навратилова прошла семинедельный курс лечения, совмещавший химиотерапию и протонную терапию, после которого врачи заключили, что опасность ликвидирована.